# Rejtő Jenő
Rejtő Jenő (született Reich Jenő, írói álnevei: P. Howard, Gibson Lavery) (Budapest, Erzsébetváros, 1905. március 29. – Jevdakovo, Kamenkai járás, Voronyezsi terület, oroszországi megszállt övezet, Szovjetunió, 1943. január 1.) magyar író, kabaré- és színpadi szerző, filmíró, a magyar szórakoztató irodalom népszerű képviselője és megújítója.
Legismertebb művei látszatra ponyvaregények, azonban életművét ma már nagyra értékelik. Kamaszkorában verseket írt (ezeket nem publikálta), majd 1928-tól komor hangulatú novellákat adott közre a napisajtóban. Az 1930-as évek elején kabarédarabokkal és bohózatokkal jelentkezett a pesti színpadokon. Ezzel egyidőben füzetes ponyvákat, majd operetteket, végül – részben külföldi utazásai során szerzett élményeire támaszkodva – kalandregényeket alkotott. Sajátos stílusát egyéni, groteszk, nyelvi humor és „váratlan abszurd fordulatok, szürreális, gyakran kispolgári figurák és a társadalom fanyar humorba csomagolt kritikája” jellemezte. Legnagyobb sikereit P. Howard álnéven írott ponyvaparódiáival aratta, olvasottsága a Kádár-korban Jókai Móréval vetekedett. A pesti művészi élet ismert alakja volt, barátság fűzte a kor jelentős művészeihez, így például Karinthy Frigyeshez, Kabos Gyulához, Latabár Kálmánhoz, Salamon Bélához is.
Miután kivezényelték a Don-kanyarba, 37 éves korában munkaszolgálatosként halt meg/tűnt el a keleti hadszíntéren, a Szovjetunió (oroszországi) területén.

## Életpályája

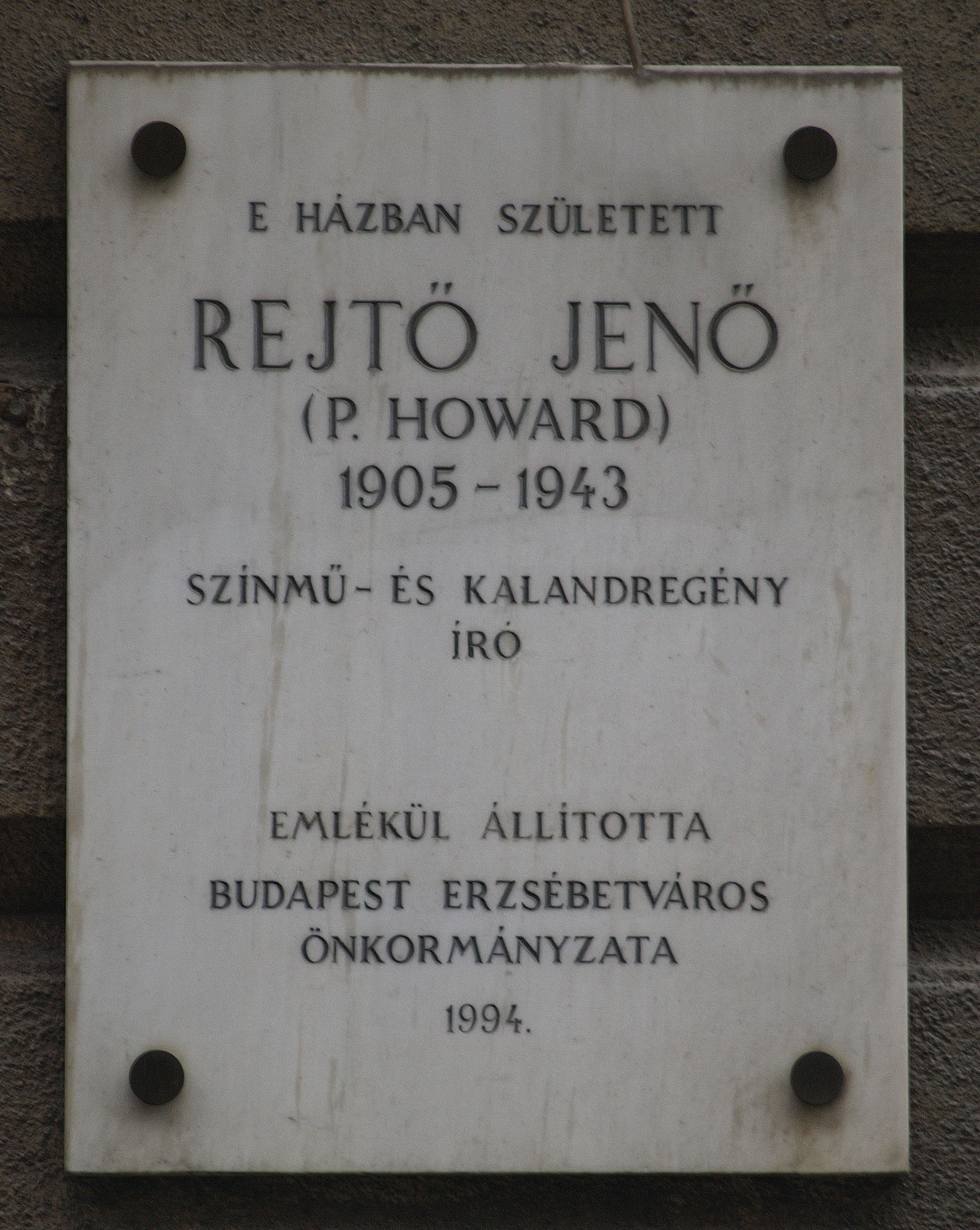
Rejtő Jenő 2023 novemberében áthelyezett emléktáblája szülőháza falán (VII. ker., Szövetség u. 22.)

### Családja, gyermekkora
Reich Jenő néven 1905 tavaszán született Budapesten a Szövetség utca 22. szám alatt, egy zsidó család harmadik gyermekeként. A család nemsokára az Izabella tér 5. szám (korábban: Szövetség utca 40.) alá költözött. Itt töltötte gyermekkorát, 1928-ban (23 éves korában) költöztek el. 
A Reich-család Tolna megyei: Rejtő dédapja Cikó községből származott, nagyapja Bonyhádon élt (Reich Zsigmond/Sigismund, 1848–1923), ahová gyerekként Rejtő is visszajárt. Édesapja Reich Lipót Áron (1876–1951), bonyhádi születésű (papír)kereskedő, tisztviselő, édesanyja budapesti illetőségű, Wolf Ilona (1879–1944). Bátyjai Lajos („Lali”, utóbb Egri Lajos – sakkmester, szakíró, 1902–1952) és Gyula („Gyulus”, később dr. Révai Gyula jogász, ügyvéd, jeles versenybridzs-játékos, 1903–1976).
Írói névként a Rejtő nevet választotta magának – hivatalosan soha nem magyarosított (bátyjai is csak a világháború után). Egykori lakóházukat 1994-től emléktábla díszíti az Izabella tér 5. (később Hevesi Sándor tér 5., 2001 óta Rejtő Jenő utca 6.) szám alatt – a pontos lakcím: 1. emelet 9. ajtó. Az épülettel szemközt található a Pesti Magyar Színház, így feltehetően a gyermek Reich Jenő innét szerezte első impulzusait, melyek az operettek és a kabaré világába vezették. Családjában nem volt előzménye a művészlétnek, értelmiségi pályának: mindkét ágon egyszerű, szegény, részben vidéki felmenőkkel rendelkezett.
A család egy rövid ideig Szegeden is lakott: az időhatárok és az okok pontosan nem ismertek, de 1910–1911-ben biztosan (Jenő ekkor 6 éves). Vélhetően kereskedelmi ügyletek, a családfő üzleti kötődései miatt költöztek a Tisza partjára. Lakhelyük a Zrínyi u. 17. szám alatt (belvárosi rész) volt. Iskoláit viszont már Budapesten járta ki. A későbbiekben is volt kapcsolata a várossal, így két operettjének premierje Szegedhez kötődik.
Magas, de gyenge testalkatú volt, csak kamaszkorában erősödött meg. Elemi iskoláit Budapesten, a Kertész utcai községi Polgári Fiúiskolában végezte. Magyarból, németből és történelemből jó volt, de a többi tantárgyból általában csak elégséges. Elemi után kereskedelmi iskolába került, de onnan hamar kicsapták, mert inzultálta egyik tanárát, állítólag annak antiszemita megjegyzései miatt. Így sem szakmát, sem érettségit nem szerzett.
Megismerkedett Rózsa Jenő bokszolóval, és az ő hatására később ökölvívó-edzésekre is eljárt. Ekkoriban már termetes növésű, izmos alkatú: egy fotó tanúsága szerint egy fejjel volt magasabb környezeténél, közel 195 cm. Egyik alkalommal edzője, Székely József úgy eltalálta, hogy orrnyerge eltörött, ez élete végéig meglátszott. Minden valószínűség szerint részleges arcizom-bénulása is volt (a kevés fönnmaradt fotón sehol sem nevet, max. halvány mosoly látható az arcán). Bár egy időben (állítólag) még a Spárta és az FTC klubjaiba is bejárt, rövidesen felhagyott az edzésekkel.
18 éves kora körül színésznek tanult Rákosi Szidi (1852–1935) színitanodájában. Átlagos tehetségű volt, ki-kimaradozott, „Szidi néni” haragudott rá – amiről a PIM-ben őrzött, felerészt kiolvashatatlan kéziratos Rejtő-naplóból értesülhetünk. Az 1924 januárjában tartott vizsgaelőadáson (Molnár Ferenc: Az ibolya) nem aratott különösebb sikert. Az előadásról fényképes híradás jelent meg a Színházi Életben, ez egyszersmind Rejtő sajtódebütálása, fotóval kísérve (melyen gyakorlatilag felismerhetetlen: jelmezben, elmaszkírozva ül a jobb szélen). A nyilvánosság előtt először itt szerepelt későbbi írói nevén (tehát Rejtő Jenőként előbb volt színész/művész, mint író).

### A kezdet: fiatalkori versek
Most vége... vége... emberek

Bolond az mind ki vár remél

Ősz van az űrben ősz hideg

S a föld a sárga falevél
Reich Jenő első közlésre szánt írásos művei versek voltak – kisebb kötetre valót írt 18 éves kora körül (tervezett kötetének címe: Album), 1923 tavaszán-nyarán. Márciusban hunyt el 75 évesen apai nagyapja, így részben ez az élmény indíthatta be a borongós poéta-mechanizmust. Tipikus fiatalkori zsengék, Ady Endre egyértelmű hatása érződik rajtuk: dagályos, világfájdalmas, kiforratlan alkotások (15 évvel később minden bizonnyal önmaga „ifjú költő” mivoltát parodizálja Troppauer Hümér olvashatatlan – „utóbb pofonok hatására érdeklődéssel hallgatott...” – költeményeinek emlegetésével). Semmi nyoma annak, hogy megpróbálta volna publikálni őket – kevés eredetiséget mutatnak, Ady-epigonként nem vitte volna sokra. 
Az új dalok fülembe csengenek
Már nem hallom a régi éneket
Az új dalokban száz vágy muzsikál
Az új dalok termője a halál.

(Az új dalokhoz)
Ez a verse nyilvánvaló utalás a nagy példakép 1906-os Új versek kötetére, benne Ady Góg és Magóg fia vagyok én c. költeményére („Új időknek új dalaival?”).
A PIM-béli Rejtő-hagyatékban fennmaradt Babits Mihály Fortissimo c. költeménye gépiratban (egyfajta korabeli szamizdat) – az 1917-es háborúellenes költemény a Nyugatban jelent meg, és botrányt kavart: istenkáromlás vádjával elkobozták a lapot. Az ifjú Rejtő tehát olvasott kortárs költészetet is, nem csupán az iskolai klasszikusokat (pl. többször idézi-emlegeti Madáchot). Érdekesmód az 1930-as évek végén Babits is olvasta Rejtőt, vagy legalábbis P. Howardot 1940 őszén (közismerten kedvelte a detektívregényeket), amiről Beszélgetőfüzeteiből értesülhetünk: „Hogy hívják? / Hol lehet megszerezni? / Nova / P. Howard / Piszkos Fred, a kapitány / Köszönöm. Mert Gellért Oszkár azt mondja, hogy nem kapható”, valamint „Ismered a most legdivatosabb magyar írót? Howard-ot? / Rejtő Jenő a neve. / Egyet olvastam. Az elején tényleg mulattam, később kicsit meguntam.”
Legismertebb verse, a számtalanszor idézett Sír (a) felirat egy fiatalkori zsenge újragondolása (Sírfeliratom, kezdősora: „Élt huszonnégy évet, meghalt boldogan”). A kamaszkori patetikus, „komoly” költeményt („Komédiás volt / A szívével játszott / És fájva sírt hazug rongy könnyeket”) dolgozta át keserű-önironikus számvetéssé, valójában egy szóviccel is operáló sírvers-paródiát alkotott. Eltűnése előtt 1 évvel az elmúlás nem holmi kósza tinédzser-melankólia: 1942-ben már „nem babra ment a játék”. E verset először Az utolsó szó jogán c. kötetben adták közre (1967), néhány, az értelmezést jelentősen módosító (jelöletlen) változtatással. A legfőbb eltérés: „temetői lant” (és nem hant) – eme hangszer évszázadok óta a poéta, az alkotó ember attribútuma. A végén pedig nincs lezáró „ámen” – így a szöveg nem kívánkozik automatikusan (keresztény) vallásos, liturgikus kontextusba. Az autentikus szöveg kéziratból közölve (egyike Rejtő néhány kiadatlan, élete végén írott ironikus versének, bővebben lásd):
Pepita füzeteimből agnoszkált ütemek (1942)
Ajánlás: Jegyzeteket csak olyan ember olvasson, aki írni tud.
Sír (a) felirat
```
Ki itt nyugtalankodik csendesen
Író volt és elköltözött az élők sorába.
Halt 36 évig, élt egy pár napot,
Nem gondolkozott és nem álmodott
És ha kinevették: azt hitte, hogy kacagtatott.
Most itt fekszik e nehéz
Temetői lant alatt,
Zöld koponyáján kiüt a csíra.
És azt álmodja, hogy él.
Béke hangjaira.

```

### Komoly szándékok: nyugati kalandozás, lapkiadás, esszéisztikus útirajz
Az 1924–27 közötti esztendőket homály fedi, valószínűleg csak tengett-lengett, kallódott (míg bátyjai tanultak és szakmát szereztek: Lajos könyvelő, Gyula elvégezte a budapesti jogi kart, ügyvéd lett), szülei tartották el. 1927 júliusában riporteri állásért folyamodott (ennek kapcsán keletkezett egyetlen ismert önéletrajza, mely számos csúsztatást tartalmaz), ám azt nem kapta meg. Nemsokára útra kélt: Nyugat-Európában csavargott (Ausztriában Bécs, Németországban Hamburg, Berlin, Svájc, Franciaország), alkalmi munkákból élt – egyfajta önként vállalt „nyomorkörút”. Az élet teljességét-mélységét, az emberi természet kendőzetlen megnyilvánulásait akarta megismerni (ennek kapcsán elvetődött pár napra Észak-Afrikába is – ez akkoriban francia gyarmati terület –, a közhiedelemmel ellentétben azonban sem itt, sem másutt nem lépett be az Idegenlégióba). 1928 tavaszán barátjának írott leveléből kitetszik, hogy tisztában volt a reá leselkedő veszéllyel. Ha nem áll le az egészségtelen életvitellel, a túlhajtottság miatt az orvos szerint nem sok van neki hátra:  
Nagyon veszélyes stádiumban vagyok. Rettenetes fizikumomat még így sem tudta valami halálos bajba kergetni az az életmód, ami más embert már évekkel előbb megölt volna, de most az utolsó állomáson vagyok. Nincs tovább. Nem Berlin tett tönkre. Azt mondta az orvos, hogy nem egy-két hónap, hanem évek hanyagsága és túlhajtott munkája, nyugtalan életmódja látszik meg a szervezetemen, és csak olyan szervezettel van remény egy eredményes gyógyulásra, mint az enyém, amely úgy látszik, rettenetes strapát állt ki évekig, és még mindég csak a küszöbön van. Pedig fele cigarettát mondtam csak be, mint amit szívok, piálásról (…) nem szóltam, nőről nem mondtam a valóságot, (…) az éjszakai írásnak csak a felét vallottam be. (...) Egy évig nagy csend, nem munka, jó táplálkozás… Azt hittem, viccel. Kérdeztem, hogy mi lesz, ha nem? Vállat vont és nagyon furcsa arcot csinált. (...) Olyan szépen sütött a nap kint az utcán… és délelőtt volt… és az ember 23 éves. (...) Az egészből azt tartom legsajnálatosabbnak, hogy régi és kedves aforizmámat, hogy nem vagyok szívbajos, nem használhatom joggal. (...) Ha én most meghalok, az olyan igazságtalan, csúnya dolog lenne, mint egy ártatlan embert hivatalosan felkötni.
Eredeti tervei között szerepelt, hogy kitanulja a színházi rendezés, a revümenedzselés szakmáját (állítólag eljutott Max Reinhardtig, de gyakornokként nem volt türelme az okuláshoz), ám mint oly sok mindenbe, ebbe is beletörik a bicskája. Családja időközben elszegényedik (kitör a nagy gazdasági világválság, apja elveszti élelmiszer-kereskedői állását), szülei Abbáziába, majd az olcsóbb Cirkvenicába költöznek – nem utolsósorban a mama egészségi állapota miatt. Mindeközben (23 éves korában) adja közre első, nyomtatásban megjelent művét: a pesti tematikájú, tömör, humor híján lévő, komor hangulatú Fizetni! c. novella egy elszegényedett aranyifjú nyilvános (mulató közönsége előtti) öngyilkosságáról szól. Európai kalandozásáról az először 1997-ben hagyatékból kiadott Megyek Párizsba, ahol még egyszer sem haldokoltam című (részben fiktív) útinaplójából értesülhetünk, melyet 1931-ben tisztázhatott le.
1930 nyarán tér vissza nyugati körútjáról, majd ez év őszén szerkesztésében jelenik meg a Nagykörut című bulvárlap, mely csak egyetlen számot ér meg – a kezdőtőkét gyermekkori barátja, Buttola Ede  (1902–1981) dzsesszmuzsikus, szaxofonos, zenekarvezető, dalszerző adta, akivel egy házban laktak. A kiadvány gyenge kivitelű, hevenyészett szerkesztésű (az oldalszámozás teljesen hiányzik belőle!), főképp Nádasi Lászlóval, a későbbi kabaré-szerzőtárssal írták tele. Tartalmát tekintve zömmel aktuális pletykákról, a pesti éjszakai élet figuráiról és celebjeiről intimpistáskodik, de saját nevén közread egy miniponyvát (A menekülő leány – a későbbi tízfilléres regénykéket előlegezve), A lélekelemzésről című ismeretterjesztő írást a pszichoanalízisről (mely egész életében érdekelte), valamint név nélkül egy „technoesszét”: Az új tárgyilagosság meglepően intellektuális írás, korának technikai-művészeti jelenségeiről filozofál. (Összhangban az Art déco és a Bauhaus stíluseszményeivel, elvárásaival – gép és ember viszonya, forma és funkció relációja: „korunkban végre teljesen fedik egymást gyakorlat és ihlet”, „egy autón semmi feleslegeset sem találunk és mégis szép”, „a legnagyobb szerelem legművészibb leírásánál is szebb egy hatalmas lendítőkerék, egy óriási turbina”, „A világon a legszebb, legremekebb művészi alkotás maga az ember.”).

### Eltűnése 1931 elején, barátsága Karinthy Frigyessel
1931 februárjában „az ismert fővárosi társaságbeli fiatalember” halálhírét keltik: több lap is meglebegteti, hogy eltűnt, hovatovább öngyilkos lett, a Dunának ment. (Valójában egy hirtelen támadt ötlet nyomán Bécsbe ruccant ki mulatni, karneváli hangulatban, és hazafelé tartva a Győri vasútállomás restijében ismerte föl igazoltatás közben két detektív.) Ennek kapcsán Karinthy Frigyes is írt az esetről újságcikket: kérleli, hogy jöjjön haza, szüleit is felemlítve, akik nagyon megijedtek egy hátrahagyott-eltépett levél nyomán: "akiben annyi életerő van, hogy az öngyilkosságát követő okokat és érveket oly tökéletesen fogalmazza meg, mint ahogy Ön tette levelében, az nem lesz öngyilkos".
Ama vélekedés, miszerint eme „sajtócsínyt” (korabeli mediahacket) Karinthyval együtt ötölték ki, Rejtő hírnevének megalapozása céljából, nem igazán hihető. Egyfelől nem volt mire alapozni Rejtő népszerűségét, lévén akkoriban néhány újságbéli novellán és a rövid életű, bukásra ítélt Nagyköruton túl semmit sem tudott fölmutatni íróként. Másfelől szülei ténylegesen megijedtek: a fényképpel közreadott országos körözés számos korabeli napilapban megjelent.
Annyi bizonyos, hogy személyes ismeretségük ekkoriban kezdődhetett, és az atyai jóbarát élete végéig kitartott. Egy 1931 nyarán készült siófoki csoportképen Karinthy Frigyes népes társaságban Rejtő is látható, Karinthy Gábor vállát ölelve (a kisebbik fiú, Karinthy Ferenc az apja mellett áll).
Rejtő szerepel Karinthy egyik utolsó, életében készült fotóján is, a siófoki strandon, Salamon Béla és egy ismeretlen társaságában (1938 augusztusa). És szó szerint az utolsó napon is együtt voltak (a siófoki Vitéz-panzióban, ahol Karinthy és "udvartartása" rendszerint a nyarakat töltötte). Kosztolányiné Harmos Ilona visszaemlékezéséből tudható: "Visszament a szobájába. Néhány perc múlva zuhanás hallatszott fentről. (…) Frici ott feküdt a földön, pizsamában. Már meg volt halva. Egyik lábán rajt volt a cipő, fekete félcipő, kioldott zsinórral. (…) 14 pengőt találtak a zsebében. Rejtő Jenőtől, a penzió egyik állandó lakójától, a P. Howard álnéven humoros detektívregények írójától nyerte kártyán, még a délelőtt."

### Színpadi szerzőként
Az író a rossz egyenes út helyett a jó görbét választja.
1932-től mint kabarészerző tűnik föl Budapesten: gyermekkori barátja, Nádasi László lesz legfőbb szerzőtársa. Első sikerük a Gangster-idill (címváltozat: Al Capone otthon, 1932). Egyre sikeresebb színpadi szerző, a bohózatokon, jeleneteken, kabarékon és villámtréfákon túl operett-librettókat is ír: a darab cselekményét, szüzséjét jegyzi, míg a dalszövegeket másvalaki (legtöbbször Kellér Dezső), a zenét ismét más (és olykor megint más a párbeszédeket). Egyik legsikeresebb művét, az Aki mer, az nyer című „nyári operettet” (zeneszerző: dr. Sándor Jenő, aki „mellesleg” belügyminisztériumi osztálytanácsos, idegenrendészeti vezető, később budapesti rendőrkapitány volt, s így részben a deportálásokért is felelt a háború alatt) 1935-től csak Pesten mintegy százötven alkalommal adták elő (Honthy Hanna és Törzs Jenő főszereplésével), majd vidéken is, számtalan helyen. A színpadi műveket zömmel Marton Sándor (1871–1938) vállalkozása terjesztette (Marton Sándor Színpadi Kiadó). Az életében nyomtatott színlapok és rácsplakátok tanúsága szerint összességében ezernél is több előadásban láthatta a közönség Rejtő színpadi műveit (operettek, bohózatok, kabarétréfák) – kisebb településeken, ill. a 2. világháború alatt ideiglenesen visszacsatolt területeken is. A zsidótörvények után azonban a "kényes származású" szerzők nevei kezdtek eltünedezni a plakátokról és az újságokból – így pl. az Aki mer, az nyer egy idő után már csak dr. Sándor Jenő operettjeként futott.
A Tévedésből jelentik posztumusz kötet (1988) több mint 120 kabaréjelenetét, bohózatát sorolja föl, de még ennél is többet írt – azonban ezek mintegy felének elveszett a szövege, csupán címüket ismerjük korabeli említésekből (bővebben lásd még Alpár Ágnes: A cabaret. A fővárosi kabarék műsora, 1901–1944). A kabarédarabokat gyakran társszerzőkkel írta (Nádasi Lászlón túl főleg Görög Lászlóval és Kellér Dezsővel dolgozott együtt).
A zsidótörvények nyomán számos pályatársának is bedolgozik "négerként" vígjátékokba/operettekbe, így számos művét (részben) mások neve alatt jegyzik. Mintegy tucatnyi operett szövegkönyvének megírása fűződik nevéhez, ezek egy része kéziratban maradt, ill. nem adták elő. Legtöbbjét Budapesten mutatták be, de két ősbemutató Szegedhez kötődik (a szintén munkaszolgálatosként meggyilkolt Sziklai Jenő színigazgató direktorsága alatt; Buttola Edével közös fotójukat lásd:).
Fontosabb (előadott) operettjei: Egy görbe éjszaka (Budapest, 1934 nyara, zene: Buttola Ede és Megyery Gyula, versek: Nádasi/Nádassy László), Aki mer, az nyer (Budapest, 1935 nyara, zene: Sándor Jenő, versek: Kellér Dezső), Gróf Figaró (Szeged, 1936 ősze, zeneszerző: Buttola Ede, versek: Harmath Imre), Urilány szobát keres (Budapest, 1936 vége, zene: Zsigmondy Pál, versek: Kulinyi Ernő – a következő évben filmváltozata is elkészült), Tatjána, az orosz kémnő (Szeged, 1937 tavasza, zene: Radó József, versek: Harmath Imre) Tisztességes Anna (Budapest, 1939 vége, zene: Sándor Jenő, versek: Kellér Dezső és Török Rezső).

### Fordítóként
A Nova kiadónál először fordítóként kap munkát: az első két regény a legfrissebb európai szépirodalmi könyvsikerek közül kerül ki, míg a másik kettő vadnyugati történet, westernponyva. 1936-ban jelenik meg Erich Kästnertől Az eltűnt miniatűr németből (Die verschwundene Miniatur, 1935), majd ugyanabban az évben Pierre Benoit-tól a Nyugat asszonya (La Dame de l'Ouest, 1936) franciából. Fordításai nyomán megállapítható, hogy németül elég jól tudott (nem csupán iskolában tanulta, de valószínűleg otthon, családi körben is beszélték, így már kisgyerekként értette), míg franciául közepesen – ami utazásai során ráragadt. Francia fordításában sok a hiba, félreértés, így valószínűsíthető, hogy még szótárat sem használt.
1936–37-ben a fordításokkal párhuzamosan két humortalan P. Howard-kötetet ad közre (A pokol zsoldosai, Menni vagy meghalni), 1938-ban pedig ismét két fordítás következik, németből: George Owen Baxter [Frederick Schiller Faust]: Az utolsó golyóig… és Fred Roberts [Robert Heymann jr.]: A bosszú árnyékában. Ezek után talál rá igazi hangjára, a humoros kalandregényekre, pontosabban azok paródiájára – a fordulópont 1938-ban A fehér folt.
Az író és a szórakoztatószféra (bulvársajtó, színház, operett, kabaré, ponyvairodalom, film stb.) összefüggéseiről összefoglalóul lásd Thuróczy Gergely: Gyöngy a kommersz szemétdombján. Rejtő Jenő és a korabeli pesti szórakoztatóipar tanulmányát (Populáris műfajháló – populáris ikonok c. tematikus összeállítás).

### A ponyvaíró: tízfilléres ponyvák, pengős regények, epigonfájlalás
Mindettől függetlenül azonban „40 filléres szállítás” adásvételi viszonynak megjelölésével kizárólag mócsingot, pirított borjúlábat, rántott kelt, tökfőzeléket és karalábét lehet venni, továbbá regényeimből lopott makulatúrát, ám semmi estre sem egy írói pálya minden nyomorával, éhezésével, fázásával, szenvedésével és szegénységével, annak iskolái és mesterei között végig verekedett pályafutás valamelyik eredményét.
A színpadi művek mellett kezdett kisponyvákat írni, melyek „filléres regény”, tízfilléres ponyva(novella) formájában láttak napvilágot, saját nevén. Első alkotása e téren A párisi front – még a Nyíl regényújságban jelenik meg (1932. július 28.), majd 20 db füzetes elbeszélést a Világvárosi Regények sorozatban (Literária Kiadóvállalat – Faragó Miklós vállalkozása) ad közre 1934–1940 között. Ezen elbeszélések többségében nem a humor dominál, ill. egynémely ötletet a későbbiekben hosszabb (álneves) regényeiben is fölhasznált. Az utolsó füzetes regény (Auróra kiadó, 1942, P. Howard álnéven) A detektív, a cowboy és a légió egyfajta összegzése ponyvaíró munkásságának, görbe tükröt tartva a szakma silány „csinálóiról”.
Posztumusz jelent meg (2015), hagyatékból kiadva Konzílium az őserdőben című kisregénye, melyet 1942-ben írhatott – alapötletét Albert Schweitzer Orvos az őserdőben könyvéből vette (a világhírű orvos-orgonaművész-teológus műve először 1935-ben, majd 1942-ben látott napvilágot magyarul). Annak idején vélhetően a kisregény kiolvasható háborúellenessége is közrejátszott abban, hogy nem került nyomdába. (Ízelítő a kisregény elejéből.) A mintegy féltucat verzióban fönnmaradt művet 3 változatban adták közre 2015-ben, ill. a leghosszabbat 2016-ban, majd 2017-ben önálló kötetben a 3 változat javított szövegkiadása (ráadásképp egy negyedikkel: az egyik, Rejtő által nem javított gépirat hasonmása). Részlet az író javításaival ékes kéziratlappal illusztrált műből: a törzsfőnök haldoklik, mert nem tudja megemészteni a punktroller – masszírozófa – nevű "előételt" (és el kell hívatni Morbicert!)... A kisregény Rejtő munkásságában elfoglalt helyéről és a korabeli ponyvaműhelyekkel való összefüggéseiről lásd Thuróczy Gergely utószavát: Kompromisszum a szövegdzsungelben (gyógyír nincs). A kisregényről ponyvakontextusban.
2017 Könyvhetére újabb kisregénye látott napvilágot, szintén a PIM-béli hagyatékból közreadva (sajtó alá rendezte Thuróczy Gergely). A Tatjána Archiválva 2017. október 23-i dátummal a Wayback Machine-ben 1935 körül keletkezhetett, és eredetileg minden valószínűség szerint szintén a Világvárosi Regények sorozatba szánta. Igazi noir elbeszélés, főhőse-címszereplője egy orosz/szovjet kémnő – vélhetően emiatt, a korban kényes, gyanús tematika okán nem jelenhetett meg annak idején. Érdekessége, hogy van egy előzménynovellája is: a Kopó (1933) mintegy harmada a Tatjánának (így hiányzik belőle Nicole kapitány alakja, aki – több más Rejtő-karakterrel együtt – Piszkos Fred alakját előlegezi). A Kopó címszereplője és az elbeszélő alapvetően szimpatizál egymással, ám a kémnőért folytatott vetélkedésük akaratlanul is tragédiába torkollik. A nő múltja homályos: tán kettősügynök, zavaros politikai machinációkba keveredve végül a szovjet titkosszolgálat okozza vesztét. Az orosz női név utóbb egy operett erejéig is megihlette Rejtőt: Tatjána, az orosz kémnő (1937) azonban csak címében közös a kisregénnyel: a szüzsét, karaktereket tekintve semmi hasonlóság nincs a művek közt. (Bővebben lásd a 2017-es Utószót.) Ízelítő a produkció korabeli plakátjaiból, bemutatójának körülményeiről, dalszövegeiből (Harmath Imre) stb.
1936-ban kerül kapcsolatba a Nova kiadóval (Nova Irodalmi Intézet, Müller Dávid és Pál családi vállalkozása, Andrássy út 32, könyvesboltjuk a Teréz körút 1/a szám alatt): 1936-ban és 1938-ban 2-2 művet fordítóként jegyez (3 németből, 1 franciából) – akárcsak saját művei A Nova kalandos regényei sorozatban jelennek meg (címlapgrafikus Pályi Jenő, 1900–1953). Ezek már „pengős regények”: P. Howard álnéven 14 kalandregény(paródia), Gibson Lavery neve alatt 5 db vadnyugati történet, 1936–1941 között (a teljességre törő felsorolást lásd).
Kiadói nyomásra álnéven publikál (noha minden vágya, hogy saját nevén ismerjék el – sovány vigasz, hogy néhány kötetben P. Howard fordítójaként tüntetik föl), akárcsak a kor legtöbb ponyvaírója. A (napjainkig élő) általános elvárás/babona szerint a hazai közönség kevésbé vevő magyar (nevű) író művére.
1938-ban lát napvilágot A fehér folt c. pengős P. Howard. Regényírói pályáján itt érhető tetten először egy időtálló nóvum, nagy leleménye: felbukkan és uralkodóvá lesz a humor. Ám egyelőre csak a felében, pontosabban az egyik cselekményszálban (Bronson magándetektívnek önnön csetlés-botlásairól szóló leveleiben), a regény másik történetszála hagyományos akciódús mintákat követ. Az üzleti és közönségsiker nyomán még ugyanabban az évben megjelenik Az elveszett cirkáló, és ettől kezdve a humor teljesen átszövi a P. Howardokat, szinte minden bekezdésben föllelhető, bravúros párbeszédei tobzódnak a szóviccekben, kihagyásos riposztokban, szándékos félreér(te)tésekben.
A Gibson Lavery-könyvek alapvetően hagyományosabb ponyvák, a humor bennük többnyire afféle betét gyanánt bukkan föl. Maga Rejtő sem tartotta sokra őket, levelezésében alig hivatkozik rájuk. Egyértelműen "Howard"-dal – P. nélkül! – azonosítja magát: "megkísérlem néhány howardi őszinte szóval (...) összegezni pályafutásomat cégénél Howard születésétől napjainkig. (…) Ez Howardnak már csak posthumus műve, mert ezt az alakot a mai napon kéjjel megöltem, és azt is letagadom, hogy valaha azonos volt velem." (Rejtő Jenő levele Müller Pálhoz, a Nova Könyv kiadó ifjabb tulajdonosához, 1941 eleje).
1940 végén szakít a Novával, utolsó művei más-más kiadóknál jelennek meg (ám a címlapok grafikusa ugyanaz marad: Vogel Erik, művésznevén „eric”, Archiválva 2016. május 17-i dátummal a Wayback Machine-ben 1907–1996, akit a színházi/revü/kabaré világából ismert, ahol jelmeztervezőként dolgozott). 1941-ben a Csillag kiadó következik (Az ellopott futár), majd az Aurora (Piszkos Fred közbelép 1941-ben, A detektív, a cowboy és a légió 1942-ben). Utolsó, 1942 őszén nyomdába adott könyve megjelenését már nem éri meg (A megkerült cirkáló, Soóky Könyvkiadó, Budapest, 1943). A közönség csak az utolsó 1-2 évben szerzett tudomást arról, hogy P. Howard (szigorúan 'péhovárd', pestiesen ejtve) azonos Rejtő Jenővel – ezt a korabeli szélsőjobboldali sajtó szenzációként tárgyalta (úgymond újabb rejtőzködő zsidó kultúrmételyezőt sikerült leleplezni).
Rejtő legsikeresebb könyveiben valójában semmit mást nem csinált, mint a korban divatos (unalomig ismert-ismételt kliséket sorjáztató) légiós/kalandregényekbe oltotta önnön maga legfőbb alkotói géniuszát – a pesti humoristát. Ebbéli minőségében műfajújítóvá lépett elő – ami a XX. században nem sokaknak adatott meg –, bár egyszersmind "megcsúfolta" a kalandregényt. A korabeli "hardcore" ponyvákkal összevetve egyértelmű: humoros kalandregényei kiforgatják az ismerős kaptafákat, a szereplők viselkedése és habitusa a megszokott hősideáltól igencsak messze rugaszkodik. A P. Howard álnéven közreadott légiós könyvek, tengerésztörténetek, krimik afféle ponyvaparódiák. Bőven merített a műfaj sablonjaiból, a számos magyar és külföldi műben előforduló fordulatokat kiforgatta, ill. pesti humorral telítette. A legsikerültebb Rejtő-figurák a kalandregényekből unalomig ismert szereplők karikatúrái, egyáltalán nem "életszerűek", viszont fölöttébb életrevalóak.
A (pesti) humoros kalandregényt rögtön megkedvelte a magyar olvasóközönség, hamarost pedig silány utánzói, kéretlen epigonjai akadtak, ami szerfölött zavarta az írót. "Az én negyven-ötven regényemre nézve azonban ne méltóztassanak elmulasztani a kötelező kiadói gondosságot, és itt nem Nagy Károly kollégám és barátom stiláris alkalmazkodásáról van szó, hanem azon írói és üzleti etikát lábbal tipró könyvekről, amelyben a nyílt plágium ellen semmiféle ügyvéd nem ajánlja majd, hogy védekezzenek, különösen, mivel már régóta jobb elhatározásra próbálom rábírni a szakmát, békés úton. Csak a héten olvastam el néhány kiadványukat, s ilyen példátlan eljárásról fogalmam sem volt." (Rejtő Jenő levele az Aurora Kiadónak, 1941. július vége).
A ponyvafejedelem "kijelölt utódja" Nagy Károly (1909–1942), a szintén ukrajnai munkaszolgálatban eltűnt kalandregényíró (legtöbb könyvét Charles Lorre álnéven jelentette meg), Kockás Pierre figurájának megteremtője. (Műveinek könyvészeti felsorolását, több mint 150 önálló kiadványt lásd.) Rejtő levelezésében "lelkes barátom és hívem", ill. "barátom és kollégám" kifejezésekkel jellemzi. A Nova-féle szakítás után kiadójának szegezi a – rögvest megválaszolt költői – kérdést: "Ön talál-e új Howardot? Ez nemcsak író, ez szerencse kérdése is, amit kétszer nem tálal az élet (esetleg). Mindenesetre közlöm, hogy Charles Lorre címe: Nagy Károly, Révai u. 8. Telefonja van." (Rejtő Jenő levele Müller Pálhoz, a Nova Könyv kiadó ifjabb tulajdonosához, 1941 eleje).

### Magánélet, házasságok
Nem voltam ott sem más, mint ember: piszkos, rajongó, aljas, tiszta, szentimentális, bosszúálló, szerelmes, gazember, húszéves, gyilkos, idealista, képzelgő, költő és szerencsétlen.
Fiatalkori "csajozós" levelezéséből kiderül, hogy szerfölött kedvelte a szebbik nemet, a lányok egyenest rajongtak érte. Azonban nem volt kitartó szerető: a rajongás könnyen csapott át féltékenykedésbe, majd hirtelen szakított, és másik hölggyel bonyolódott levelezésbe (vidékiekkel és fővárosiakkal egyaránt, ezek többnyire alkalmi ismeretségeken alapultak). Egynémely kirohanása egyenest kioktató, sőt sértő is volt a női nem képviselőivel szemben. (A levelezés közreadását, ill. Győri Anna kísérőtanulmányát lásd a Rejtő-emlékkötetben.)
Fénykorában rengeteget keres, de nem tud bánni a pénzzel, szenvedélybetegsége a hazárdjáték, keresménye kifolyik kezei közül (elkártyázza vagy más szerencsejátékon veszíti el), saját lakása nincs, szállodában-panzióban-albérletben-barátoknál-feleségeknél lakik (anyagi helyzetétől, illetve kedélyétől függően...). Egy hivatalos leveléből kiderül, hogy csak a Novától 50 ezer pengőt kapott (mintegy 5 év alatt) – és csupán a pengős regényekért. Ezenfelül jövedelme volt még sajtómegjelenésekből, kabaré- és operettelőadásokból, kisponyvákból, filmírásból és egyéb ún. kisjogokból stb.: az átlag ponyvaíróknál sokkal jobban megfizették.
Rejtő Jenő kétszer nősült, mindkét alkalommal (már elvált) gépírónőit vette el, akiknek műveit diktálta (egyik házasságból sem származott gyermek, Rejtő Jenő hivatalosan utódok nélkül hunyt el). Első felesége 1935–37-ben Boros Rózsa (1900–1945, a Bergen-belseni koncentrációs táborban veszett oda) – a szociáldemokrata Szakasits családdal állt rokonságban. 1935 októberében kötöttek házasságot, ám alig fél év együttélés után elhagyta az asszonyt – hivatalosan 1937 januárjában váltak el (a bontóper ügyvédje a feleség részéről tulajdon sógora, Rejtő bátyja, dr. Révai Gyula volt – ezek után az írót havi 120 pengő asszonytartásra kötelezték, valamint a 2200 pengős hozományt is vissza kellett fizetnie...). Alig 2 hétre rá, 1937 februárjában vette el második feleségét, Gábor Magdolnát (1908–2008), akinek szintén ez volt a második házassága. Ő maga is foglalkozott írással: divatos szerzőktől novellákat, krimiket és kalandos könyveket fordított (többek közt a Rejtő egyik fő publikációs fórumának számító Színházi Életben, előző férje nyomán M. Gábor Magda – Mellinger – néven). 1937-38-ban egy éven át Olaszországban éltek, városról városra költöztek: Rejtő folytatta írói munkáját, felesége pedig a gépírást. Budapestre postázta az elkészült részeket (ekkor íródott A szőke ciklon, melynek címszereplőjében halványan Gábor Magdára lehet ismerni). 1938 szeptemberében Rejtő elhagyta második feleségét, a hivatalos válásra 1940 októberében került sor.

### A filmíró
A regény világsiker lesz. A sajtó hetekig ír róla, egyik kiadás a másik után fogy el. (...) A (...) legfelső körökben botrányok sorozatát idézi elő, (...) átok és népszerűség kíséri az útján.
Rejtő neve alatt életében hivatalosan két vígjátékot forgattak, de legalább még kettőről lehet tudni, hogy jelentős mértékben az ő szellemi terméke, ám a zsidótörvények miatt csak mint névtelen "néger" (kényszer-társszerző) működhetett közre a produkciókban. Első filmje az 1936-os Sportszerelem nyomán készült – eredetileg szkeccsfilm, a rövid változathoz (mintegy negyedórás lehetett) Rejtőnek még nem volt köze. 1937-ben felkérésre kibővítette a filmnovellát (társszerző Kolozsvári Andor), és azon melegében májusban le is forgatták (bemutató: 1937. júl. 22.), különösebb sikert nem aratott. A "kétlépcsős" munkamenetnek köszönhetően – a korban szokatlan módon – gyakran 2 filmrendező nevéhez kötik (rövid: Kardos László, egész estés: Farkas Zoltán), de megkettőződött az operatőrök és egyéb szakemberek száma is. A szkeccs (egyelőre) nem lelhető föl, vélhetően teljes egészében "föloldódott" a hosszabb változatban – így nem lehet megállapítani, hogy mi volt a kiindulás, ill. Rejtő pontosan mennyit írt hozzá. Forgatókönyvírói: Kolozsvári Andor és Lőrincz Miklós (a pontosítás végett: Rejtő életében nem írt forgatókönyvet , ő az alaptörténetet, a cselekményt alapvonulatát dolgozta ki), az elhangzó dalok szövegét Kellér Dezső, zenéjét Sándor Jenő jegyzi, főbb szereplői: Boross Géza, Delly Ferenc, Latabár Kálmán, Salamon Béla, Zeisler Edith. Az alkotás filmtörténeti jelentősége: ez volt az akkor már közel másfél évtizede színpadon lévő "kis Latyi" debütálása a mozivásznon.
A mintegy 65 perces mozialkotás elkészülte nem volt zökkenőmentes, minthogy a film beruházói jelentősen belenyúltak az eredeti könyvbe, aminek jogi procedúra lett a következménye: "Rejtő Jenő író zárlati kérelemmel fordult a budapesti törvényszékhez a Sportszerelem című film nyilvános előadása ellen. Kérelmét arra alapította, hogy a producerek forgatókönyvét a film készítése közben távollétében megváltoztatták. Ez szerinte szerzői jogbitorlás, mert az író beleegyezése nélkül az eredeti szövegen még lényegtelen változtatást sem végezhet senki. (...) Rejtő Jenő a film szerzőségét nem vállalja, hiszen az még csak nem is hasonlít az ő alkotásához." Mindezek után "a tárgyalásvezető bíró (...) békés megegyezésre szólította föl a feleket. Ez az egyezség sikerült is." (Népszava, 1937. aug. 19., 8. old.). Így végül Rejtő neve szerepel a főcímben (bővebben lásd vonatkozó szakirodalomban).
Rejtő másik, életében leforgatott filmje az Urilány szobát keres saját korábbi, 1936 végén Budapesten bemutatott zenés színpadi vígjátékának átdolgozása (a filmbemutató dátuma: 1937. szept. 14.). A jóval sikeresebb, napjainkban sem ismeretlen moziváltozat csak nagy vonalakban követi a színházi vígjátékot (a történetet Kulinyi Ernővel közösen jegyzi, a filmre írás László Miklós – a nevezetes Illatszertár szerzőjének – műve), rendezője galántai Balogh Béla. A főszereplők névsora valóságos sztárparádé: Ajtay Andor, Kabos Gyula, Somló István (a "legangolabb" magyar színész), Zilahy Irén (1902–1944, utóbbinak ez volt az első hazai moziszerepe, korábban francia és osztrák filmekben játszott).
Az Urilány körül is zajlott per, ezúttal egy "külsős", a sztáríró Zilahy Lajos indított jogi procedúrát, ti. amerikai útja során, ú.m. a háta mögött "adták elő Budapesten az Urilány szobát keres című zenés vígjátékot, amelyből most Zilahy Irénnel a címszerepben filmet készítettek", a filmvállalat azonban "a filmet úgy hirdeti, hogy főként az „urilány” szóra és Zilahy Irén névre fekteti a fősúlyt, amivel tisztességtelen versenyt és szerzői jogbitorlást követ el, mert Zilahy Lajosnak van egy Urilány című darabja. Arra kéri tehát a törvényszéket, hogy tiltsa el a filmvállalatot a címnek ilyen megtévesztő módon való használatától." A folytatás mondhatni a tipografizálásba bújtatott reklám eltiltásának diadala, ti. a törvényszék "eltiltotta az alperest olyan hirdetések közzétételétől, amelyek a mozidarabra vonatkozóan az 'Urilány' szót egyedül használja és mellőzi a darab címéinek további részét. A címhasználattól, amely a cím teljes szövegét tünteti fel, nem tiltotta el a törvényszék az alperest. Nem tiltotta el a törvényszék Zilahy Irén nevének hirdetését sem." (Bővebben lásd a Rejtő-emlékkötet vonatkozó fejezetében.)
Rejtő egy meg nem valósult mozinovellája, a Miss Halhatatlan 1938 táján keletkezhetett: többi "filmtörténetétől" eltérően nem hazai/pesti, hanem külföldi tematikájú – hollywoodi piacra szánhatta, mert a felvezetésben említett Földes Lajos a Paramount USA-béli gyártócég budapesti képviselője volt. A szinopszisban plágium, tiszti becsület, párizsi bohémvilág, ármány és szerelem körül bonyolódik a történet egy világhírű (végigolvasatlan...) botrányos regény kapcsán (hagyatékból közreadva, lásd Rejtő Jenő-emlékkötet szövegközlései).
Életének utolsó éveiben egyre gyakrabban dolgozik álnéven a kirekesztő törvények következtében. Hivatalosan csak a különféle szakmai kamarák tagjai vállalhattak munkát, ahová a zsidónak minősülőket csak nagyon korlátozott számban vették föl. Ám a "kényelmetlen származású" szerzőket-alkotókat-művészeket nem lehetett egycsapásra "kiírni" a porondról, így többségük továbbra is működött, mások neve alatt. Ennek köszönhetően számos zsidó színházi/mozis szakember írta meg visszaemlékezéseit-anekdotáit, melyek fontos forrásul szolgálnak a korszak tanulmányozásához, bővebben lásd Gajdó Tamás tanulmányát: (Nem) véletlenül történet. Zsidó színházművészek emlékiratai 1939 és 1943 között). Rejtőt ez annyiban érintette, hogy az 1938-as kiváló Pillanatnyi pénzzavar, ill. az 1940-es, kevésbé sikerült Pepita kabát történetének megírásából is alaposan kivette részét: a vígjátékokat nevének elhagyásával – vö. "néger" – forgalmazzák (bővebben lásd a Rejtő-emlékkötetben).
Összefoglaló a Rejtővel kapcsolatba hozható (mozi)filmekről: Magyar Filmszüret: A ponyva dinamikája – Rejtő Jenő a filmvásznon (Szentpály Miklós írása).

### Utolsó évei, megroppanása, halála és szimbolikus síremléke
Én Howardot szívből megutáltam, mert Howard becsapott. Howard piszokul kijátszott, visszaélt a szeretetemmel, nem viszonozta sok száz álmatlan éjszakámat, amikor (...) halálra doppingolva gyúrtam, dolgoztam hajnalig, talán éveket ölve bele az életemből, hogy kievickéljek piszkos anyagi függőségemből – egy cég elismerő magatartásán keresztül. Egy cég, amelyet hűségesen és várakozásán felül szolgáltam hülyének ható szerénységgel, áltájékozatlansággal.
Rendkívül gyorsan írt, ennek ellenére sok időt töltött munkával. Először kézzel vetette papírra történeteit, majd gépírónőknek diktált, de már menet közben is sokat változtatott a szövegen. Mondatait akkurátosan csiszolta, nagy műgonddal járt el: nem csupán a pénz érdekelte, hanem igazi íróhoz méltóan kész volt minden egyes szaváért harcba szállani, több fordulóban javított, s kiadótól-nyomdától is alapos korrektúra-lehetőséget vállalt/követelt. Leginkább azt rója föl slendrián kiadóinak, hogy kéretlenül belenyúlnak szövegeibe, megcsonkítják a humoros részeket: "Ez a Howard kibírta azt is, hogy Az előretolt helyőrség legjobb részeiből 42 oldalt húzzon Troppauer Hümér költőből, mert 'ezeknek az olvasóknak nem kell a humor, csak épp egy kicsi'. Ez kibírta A fehér folt 3x25 oldalas húzását ugyanez érv alapján a magándetektív leveleiből, és A szőke ciklonra erőszakolt afrikai véget."
Gyakran egész éjszakákat átdolgozott, rengeteg kávét ivott, cigarettázott, olykor pedig altatót szedett be, de leginkább a korban legális (patikában kapható), Aktedron nevű amfetamin-származékkal stimulálta magát. Ennek és túl fordulatos fiatalkorának köszönhetően erős szervezete nagymértékben meggyengült, és 1939-től többször tartózkodott ideggyógyintézetben (Benedek László ideggyógyász utalta be a Siesta Szanatóriumba Archiválva 2016. június 25-i dátummal a Wayback Machine-ben – amiképp pár évvel korábban József Attilát is –: ez az élmény ihlette posztumusz kiadott A boszorkánymester című regényét, munkacíme szerint Wallenstein szanatórium). Az idegroncs író bipoláris zavarban (mániás depresszió) szenvedhetett. Egyik személyes ismerőse, Ritter Aladár (1903–1993) újságíró-tipográfus visszaemlékezése is ezt erősíti: "Szerintem két Rejtő–Howard volt... Az egyik: a kellemes, barátságos, szeretetreméltó, nagyszerű csevegő, a szórakoztatás mestere. A másik: a nagyhangú, izgága, hirtelen haragú, ellentmondást nem tűrő, nem egyszer igen goromba, sőt erőszakos fickó. Szinte érthetetlen volt, hogy az első számú kedves Rejtő-pillanatok alatt – például egy ellenvetés miatt – átváltott a másodikra: a nehezen elviselhető Howardra."
A honi helyzet egyre romlott, kitört a világháború, a zsidótörvények miatt nem lehetett szakmai kamarai tag, hivatalosan nem működhetett filmes és színházi produkciókban, így gyakran más írók műveiben segédkezett (vö. "négerként"). A zsidó szerzők még publikálhattak a sajtóban és saját nevükön/fordításokban önálló köteteket is közreadhattak, azonban nemsokára ez a kiskapu is de facto bezárult, egyre többen kerültek egzisztenciálisan nehéz helyzetbe. 1942 nyarán lépett életbe a "ponyvarendelet", mely a háborús papírhiányra hivatkozva korlátozta az olcsóbb kiadványok megjelenését (A m. kir. minisztérium 1942. évi 4.300. M. E. számú rendelete a rotációs és az íves nyomópapirosnak könyv, naptár vagy füzet előállítására való felhasználása tárgyában, in: Budapesti Közlöny, 1942. júl. 17.). Ez számos kis kiadó, ill. ponyvákat is közreadó vállalkozás végét jelentette (bővebben lásd:). Élete utolsó évében, 1942-ben már csak egyetlen kiadványa jelent meg (P. Howard néven, Aurora): A detektív, a cowboy és a légió kisregény egyfajta látlelet-paródia a silány ponyvaírókról, utánzóiról. Színpadi műveket (kabaréjelenet, bohózat, operetett) sem adott közre. Utolsó, általa nyomdába adott nemes ponyvája, A megkerült cirkáló (1943, Soóky Könyvkiadó) megjelenését már nem érte meg. A sietséget érezni az egyenetlen színvonalú regényen, a helyenként ugráló történetmeneten – nem volt ideje csiszolgatni a szöveget.
1942. október 9-én az Egyedül Vagyunk című szélsőjobboldali, nyilasokkal is kokettáló lap "gyilkos újságcikket" közölt Rejtőről (Bemutatjuk a Piszkos Fred szerzőjét. Mr. Howard-Rejtő-Reich, a nagy terézvárosi ponyvakirály és rémregénygyáros rövid idegkúra után visszatér a Japán kávéházba), nehezményezve benne, hogy ugyan zsidó származású, mégis nyugodtan írogatja regényeit a kávéházban, és nem kapott még munkaszolgálati behívót. Az író rögtön beperelte a lapot becsületsértésért és rágalmazásért (jogi képviselője a bátyja, dr. Révai Gyula volt), ám mivel a cikk álnéven (László András) jelent meg, a főszerkesztőn, Oláh Györgyön kérték számon – országgyűlési képviselő lévén azonban mentelmi jog illette, így hosszas jogi huzavona után az ügyet félretették  (bővebben lásd Perczel Olivér levéltáros tanulmányát és a peranyagot). Rejtő ekkor már majdnem egy éve nem élt – holtában sem szolgáltattak néki igazságot.
A cikk megjelenése után nem sokkal megkapta a behívót (névre szóló behívóparancs, ún. SAS katonai behívó), és ennek nyomán vonult be a nagykátai munkaszolgálatos gyűjtőtáborba (101. Honvéd Kiegészítő Parancsnokság). Innen a gyűjtőhely pszichopata, szadista parancsnoka, Muray (Metzl) Lipót (1886–1945 – háborús bűnök miatt kivégezve) rövid úton a keleti frontra (Don-kanyar) vezényelte, a Magyar 2. hadsereg részeként (amely mintegy százezer embert veszített a Szovjetunióban) – az egész század odaveszett. Az embertelen körülmények és a borzalmas hideg (mintegy mínusz 40 fok!) hamar felőrölték a szervezetét, és 1943. elején (hivatalosan 1943. január 1-jén – a pontos dátum Archiválva 2016. augusztus 6-i dátummal a Wayback Machine-ben nem biztos) meghalt. Pontosabban: eltűnt. (A korabeli katonai gyakorlat szerint halottnak csak azt lehetett tekinteni, akiről ezt három tanú igazolta jegyzőkönyvileg, ezért a statisztika jóval kedvezőbb volt az elesettek vonatkozásában.)
Minderre a hivatalos irat szerint egy kis faluban, Jevdakovóban került sor, röviddel az 1943. január 12-i doni áttörést megelőzően. Az oroszországi (tehát nem ukrajnai!) település napjainkban 6-700 lelket számlál, vasútállomással rendelkezik, mintegy 100 km-re délre található Voronyezstől, a Dontól pedig 30 km-nyire nyugatra és délre (a folyó itt keletről délre fordul, hajtűkanyar-szerű ívét a korban Don-könyöknek hívták). A 2. magyar hadsereg doni csatájáról részletesen lásd: Zsigmondy László: A 2. magyar hadsereg a Szovjetunió elleni háborúban 1942–1943. Rövid áttekintés: A 2. magyar hadsereg (1942–1943).
 A m.kir. I. közérdekű munkaszolgálatos zlj. Pótkeret pságtól a mai napon 9655/ptk. 1943 sz. alatt azt az értesítést kaptam, hogy Reich Jenő a 101/19 táb. Munkásszázad veszteségkimutatása szerint a hónap elején meghalt.
– (Hivatalos választávirat a család érdeklődésére; 1943. május 5.)
Sok sorstársához hasonlóan jelképes sírját a voronyezsi területi Rudkino határában elterülő II. Magyar Központi Katonai Temetőben állították föl (felavatva 2003-ban), a veszteségkarton szerint: "nem halt meg, hanem eltűnt", ill. "halál oka közölve nem lett", a sírjelszám is hiányzik (pedig általában ezt a két adatot szintén megadták a veszteséglistán). A Honvédelmi Minisztérium Társadalmi Kapcsolatok és Háborús Kegyeleti Főosztály szervezésében mintegy 56 ezer katonáról és munkaszolgálatosról emlékeztek meg ily módon, "Reich Jenő kmsz." neve a 63. számú fekete gránittáblán olvasható (alulról a második). „Az exhumálások során, mivel mindenkit nem lehetett beazonosítani, azt a gyakorlatot követték, hogy a rendelkezésre álló veszteségi nyilvántartások alapján az adott temetőből (…) mindenki nevét föltüntették, aki a doni hadműveleti területen tűnt el”.

### Műveinek utóélete
A szedés, a tábla, a vacak kötés nem számít. Azon az én írásom átrágja magát.
1946–47-ben a Nova (akik oly cudarul bántak Rejtővel) feléleszti legsikeresebb sorozatát, A nova kalandos regényeit, amelyben kizárólag Rejtőt ad ki... Nemsokára azonban Müllerék vállalkozását is államosítják és közel egy évtizedig semmi sem jelenik meg tőle idehaza.
Művei a Rákosi-korszakban indexen voltak (sok száz egyéb szerzővel egyetemben), 1956 előtt csak a feketepiacon lehetett (borsos áron) hozzájutni. Új kiadásban A láthatatlan légió jelent meg elsőként, 1956 nyarán a Magvető Könyvkiadónál (ennek igazgatója ekkor Hegedüs Géza, Rejtő személyes ismerőse: az igazi olcsókönyvtáros könyvecskéhez előszót is illeszt – amiképp Az utolsó szó jogán című posztumusz kötethez is, ez indítja el az író rehabilitációját). Ekkor állítólag a feketepiaci zugárusok névtelen levélben fenyegették meg a kiadó vezetőjét: lelövik, ha kiad még egy Rejtő-regényt...
Az évtizedes szilencium mit sem csorbított az író népszerűségén, sőt: az olvasók továbbra is szívesen forgatták műveit, így egyre nagyobb példányszámban jelentek meg könyvei. 1964-től az Albatrosz Könyvek sorozatban minden P. Howard-ot közreadnak (az általa is gyengébbnek tartott Gibson Lavery-könyveket nem). Beleértve 4 posztumusz (be nem fejezett) "pengős regényét" – ezeket az író bátyja, Révai Gyula hozta tető alá. Ezzel párhuzamosan 1966–68-ban szintén ő rendezett sajtó alá 5 kötetet a bécsi Novák könyvkiadónál, zömmel kisregényeket/tízfilléres ponyvanovellákat, ill. egy Laveryt (eme művek az Albatrosz-sorozatban nem jelentek meg).
Az úttörő Rejtő-kutatónak dr. Paulay Lajos (1924–1999) pszichológus tekinthető: ő állította össze az író műveinek első bibliográfiáját (gépiratban: OSZK Kézirattára), A fehér folthoz (Neptun Könyvek, Budapest, 1957) írott utószavából kiderül: még egyben látta a gazdag Rejtő-hagyatékot, mely a legendával ellentétben nem semmisült meg a világháborúban. A PIM-be azonban a rendszerváltás táján már csak annak töredéke érkezett be: "A kéziratok Rejtő halála után feltehetően szüleire maradtak, majd az időközben megözvegyült Reich Lipót, Rejtő édesapja egy, vele egy házban élő lakótársának ajándékozta őket. Az 1956-os forradalom idején a hagyaték több része áldozatul esett az óvóhelyfűtési kísérleteknek." De amiképp pl. az Albatrosz-sorozatban posztumusz közreadott regények gépirata is túlélte a történelmi traumákat, úgy remélhetőleg a kéziratok, hivatalos levelezés stb. többi része is csupán lappang.
1967-ben a Magvető Kiadó Az utolsó szó jogán adta közre az író kevésbé ismert írásait (szerk. Révai Gyula): novellák, esszék, filmtervek (hagyatékból kiadva, ill. korábban csak sajtóban megjelent művek). 1988-ban jelent meg Tévedésből jelentik címmel az író (bohózatainak és kabarétréfáinak válogatott gyűjteménye (szerk. Dallos József), alapos bibliográfiával (122 tétel). Fontos megjegyezni, hogy a Magvető Albatrosz Könyvek sorozatában – gyakran százezernél is nagyobb példányban – kiadott kötetek majd mindegyikét a hivatalos ideológiai irányultság jegyében megcsonkították, a politikailag kényesnek ítélt részeket, neveket, földrajzi jelenségeket "átigazították", vagy egyszerűen elhagyták, kicenzúrázták (pl. khmer törzsek említése, szovjet/orosz konnotációjú fogalmak).
1997-ben hagyatékból jelent meg legnagyobb lélegzetű, kéziratban maradt műve, az 1931 körül keletkezetett útinapló-szerűség. A Megyek Párizsba, ahol még egyszer sem haldokoltam (Szukits, Szeged, 1997) merőben eltér a megszokott humoros Rejtő-könyvektől. Folytatásképpen jelent meg 6 év múlva a részben szintén kiadatlan Rejtő-novellákat tartalmazó Bedekker csavargók számára (Szukits, Szeged, 2003) – mindkettőt Varga Katalin, a PIM Kézirattárának vezetője rendezte sajtó alá.
2015-ben Az ellopott tragédia. Rejtő Jenő emlékkötet (PIM–Infopoly Alapítvány, Budapest, 2015) vállalkozott az író munkásságának számbavételére: az alapos tanulmányok és bibliográfiák (külföldön kiadott, ill. idegen nyelvre fordított művei, adaptált Rejtő-képregények) mellett számos dokumentum, fotó, kézirat, sajtómegjelenés, színlap stb. is helyet kapott benne. Akárcsak Rejtő elfeledett-kiadatlan szövegei (szerelmi és hivatalos levelezés, fiatalkori versek, újságcikkek, Nagykörut c. bulvárlap hasonmása, Konzílium az őserdőben c. kisregény etc.). Archiválva 2016. március 17-i dátummal a Wayback Machine-ben
2016-ban jelent meg Thuróczy Gergely: A megtalált tragédia. Rejtő Jenő emlékére (Szépmíves–Petőfi Irodalmi Múzeum, Budapest, 2016) c. kötet, amely többek közt féltucat, korábban kiadatlan, rövidebb lélegzetű Rejtő-írást is közread. Itt olvasható az író mindezideig legalaposabb könyvészeti számbavétele (Rejtő Jenő nyomtatásban megjelent műveinek bibliográfiája. Életében megjelent kiadások, posztumusz közreadások, korai/fontosabb/hasonmás újraközlések, róla szóló válogatott híradások). A rákövetkzető évben látott napvilágot egy hagyatékból közreadott kisregény, ízig-vérig noir kémtörténet Tatjána címmel (Szépmíves kiadó, Budapest, 2017, TranszLiteratúra sorozat).
A rendszerváltás után számtalan gyűjteményes kötet, válogatás, (félbemaradt) sorozat, újabban (főleg a 2014-es jogdíj-kötelezettség lejárta után) e-book, hangoskönyv adja közre az író életművét, idehaza és külföldön egyaránt. Mindezek ellenére nem létezik egyetlen hiánytalan-csonkítatlan Rejtő-összkiadás sem (2025 tavaszi állapot).
Havas Zsigmond (Spencer Walls), a negyvenes évek híres magyar krimiszerzője egyik művét  P. Howard emlékének ajánlotta.

## Fontosabb adaptációk, színpadra állítások
- A szőke ciklon, bábelőadás, Rejtő Jenő nyomán írta Tardos Péter, bábtervező Bródy Vera, rend. Szőnyi Kató (bem. Állami Bábszínház, Budapest, 1958. nov. 14.),[109] bábtári fényképek (21 db):[110]
- Az adaptált (élőszereplős) művek sorát 1964-ben A láthatatlan légió nyitotta: színpadra alkalmazta Palásthy György, rendezte Deák István, zene Lovas Ferenc és Stark Tibor (közreműködik a Metro együttes Zorán Sztevanovity vezetésével, a műsorban fellép Fényes Kató revüsztár, USA), a verseket G. Dénes György írta (bemutató: 1964. júl. 10., Bartók Színpad, Budapest – utóbb Budai Parkszínpad). Főbb szerepekben: Kaló Flórián, Domján Edit, Alfonzó, Keleti László, Agárdi Gábor, Sztankay István, Kibédi Ervin, Csákányi László. A láthatatlan légió indulója: Reng a léptünk, döng a léptünk, / Kliperi, kliperi, klapp. / Taps a ritmus, fütty a nóta, / Kliperi, kliperi, klapp! // A láthatatlan légió / Hazája felhőrégió / De itt a homoksivatagban / Hogyha száz a veszély, csuda baj van, / Seregünk odacsap... / Szól a kliperi, kliperi, klapp! / Mind hősök ők, vagy gazfickók / Legyőzhetetlen vad fickók / Keményen odaütő / Kezükben teniszütő / Árnyuk oly tovatűnő / Léptüket hallani csak. / Kliperi, kliperi, kliperi, kliperi, kliperi, kliperi, klapp!
- Katona Imre–Vágó Péter: Piszkos Fred málnaszőrt iszik és kavarja Fülig Jimmy őszinte sajnálatára. Beat-zenés komédia 2 részben, rend. Fodor Tamás (bem. Egyetemi Színpad, Budapest, Universitas Együttes, 1968. okt. 5.)[111]
- 2002: Vesztegzár a Grand Holtelban, rend. Szinovál Gyula (bem. 2002. márc. 8., "A" Színház, Budapest)
- 2003: Rejtő Jenő–Kárpáti Péter: Az öldöklő tejcsarnok (A detektív, a cowboy és a légió nyomán), rend. Novák Eszter (bem. 2003. feb. 23., Jászai Mari Színház, Tatabánya)
- 2005: A néma revolverek városa, dramaturg: Schwajda György, rend. Iglódi István (bem.: 2005. nov. 11., Magyar Színház, Budapest)
- 2006: Vanek úr Afrikában, (munkacíme szerint: Vanek úr közbelép. Az összes érintett őszinte sajnálatára), dramaturg: Tasnádi István, rend. Méhes László (bem. 2006. jan. 7., József Attila Színház, Budapest)
- 2007: Piszkos Fred, a kapitány, színpadra alkalmazta: Barnóczky Ákos (bem. 2007. márc. 8., Wágner és Vatta Kabarészínház)
- 2008-ban Hamvai Kornél átiratában a Nemzeti Színház állította színpadra[112] Rejtő Vesztegzár a Grand Hotelben regényét (bem. 2008. ápr. 6., Budapest), a zenét Darvas Benedek, a versszövegeket Varró Dániel jegyzi, rend. Béres Attila[113]
- 2008: Csontbrigád, rend. Deák Tamás (bem. 2008. május 31., Szkéné Színház, Budapest)
- 2008: A tizennégy karátos autó, rend. Regős János (bem. 2008. december 19., Picaro Művészeti Produkciós Műhely, Budapest)
- 2009: A láthatatlan légió, rend. Tamási Zoltán (bem. 2009. júl. 10., Zsámbéki Színházi és Művészeti Bázis)
- 2010 Vargabetűk. Rejtő a megejtő, felolvasószínpadi-show, rend. Varga Róbert (bem. 2010. feb. 27., Veszprémi Petőfi Színház)
- 2010: Rejtő Jenő–Pozsgai Zsolt–Papp Zoltán: A Pokol-tető rabjai (Csontbrigád nyomán), zenés játék (bem. 2010. nov. 12., Pécsi Kulturális Központ)
- 2011: Rejtő Jenő: A tévedések összjátéka, bohózatok egy felvonásban, zenével kísérve, rend. Horváth István (bem. 2011. dec. 15., Genéziusz Színház, Szeged)
- 2014: Vajda Katalin–Lázár Vilmos–Baráthy György: Piszkos Fred, a kapitány; musical két részben, rend. Sas Tamás (bem. 2014. jún. 6., Városmajori Szabadtéri Színpad, Budapest)
- 2014: Az ellopott futár, rend. Silló Sándor (bem. 2014. nov. 8., Móricz Zsigmond Színház, Nyíregyháza)
- 2015: A szőke ciklon, rendező-dramaturg: Szente Vajk (bem. 2015. aug. 14., Játékszín, Budapest)
- 2015: Rejtő Jenő–Kárpáti Péter: Az öldöklő tejcsarnok (A detektív, a cowboy és a légió nyomán), rend. Kárpáti Péter (bem. 2015. nov. 11., Hátsó Kapu, Budapest)
- 2015: Rejtő Jenő–Kulinyi Ernő: Úrilány szobát keres, rend. Ecsedi Erzsébet (bem. 2015. dec. 13., Soltis Lajos Színház, Celldömölk)
- 2016: A Négy Piros Dugóhúzó[114] (eredeti főcíme szerint: Rejtősködők), zenés kabaré két részben, színpadra írta és rendezte: Mikó István, zene: Suha Kálmán (bemutató: 2016. jún. 8?,[115] Mandala Dalszínház, Nyíregyháza)
- 2017: Olt Tamás–Vaszkó Bence: Szájon lőtt tigris (Rejtő Jenő élete és művei alapján), előadja Olt Tamás (bem. 2017. jan. 13., Nemzeti Színház)
- 2017: A szegedi Csillagbörtön színjátszó köre (Remény Rabjai Társulat) Vida Adrienn rendezésében állította színpadra Rejtő Járőr a Szaharában c. kisregényét,[116] a XIV. Dankó Pista Fesztivál keretében (bem. 2017. aug. 30., Szegedi Fegyház és Börtön)[117]
- 2017: Másik Lehel-Vizeli Csaba: A három testőr Afrikában, musical. Rendező: Vizeli Csaba, koreográfus: Bakó Gábor, (Ősbemutató: Komárom, Monostori erőd, 2017. július 28.) A Magyarock Dalszínház bemutatója a Bujtor film eredeti forgatási helyszínén volt.

## Humora, irodalmi figurái
Elsősorban humoros témájú könyvek írójaként ismert: művészetében dominál a nyelvi humor, a többjelentésű/félreérthető kifejezésekre épülő fordulatok, szóviccek miatt idegen nyelvre majdhogynem átültethetetlen (noha tucatnyi nyelven is kiadták, részben "lebutítva", a fordíthatatlan szóvicceket elhagyva). A groteszk kalandok, a (nyomukban járó) abszurd párbeszédek nemritkán intellektuáis töltetűek, az alpári humorizálás, a pajzán kétértelműség kevéssé volt jellemző reá, és (bár kéziratok híján nem igazolható) valószínű, hogy az efféle – ma már nagyon "lájtosnak" ható – frivolitások inkább a társszerzők (Nádassy László, Görög László) számlájára írhatóak.
Rejtő humora nem előzmények nélkül való: így a Fülig Jimmy-s (kicsavafacsarintott) hejbesírás/helyesírás eredője éppúgy lehet a Gárdonyi Géza-féle Göre Gábor-levelek (1892-től), mint Karinthy Frigyes Metta V. Victor 19. századi amerikai gyerekkönyv-fordítása (Egy komisz kölök naplója, 1918), vagy akár Erich Kästner Május 35jéből (magyarul 1934-ben jelent meg először) Konrád iskolai dolgozata. Hegedüs Géza Rákosi Viktor (Sipulusz) és Karinthy után Heltai Jenőt említi a humoros Howard-történetek legközvetlenebb ihletőjéül: "Azt a regénytípust, amelyet mi olyan jellegzetesen howardinak érzünk, Rejtő előtt – csak éppen tipikus pesti környezetben – Heltai írta meg. (...) A Jaguár cselekménye, alakjai, szójátékai feltűnően howardosak, csak éppen egy mozzanat hiányzik belőle: nem paródiája egyetlen ponyvaműfajnak sem. Míg Rejtő az élményei és olvasmányai alapján kikevert regénytípust egyben a ponyvaműfajok paródiájává tudta tenni." Ugyancsak a Jaguárból (és a többi bohémregényből) ismerősek a Rejtő-figurák névadásai: Általános bácsi, Vegyes Benő, Mindenyssa Zdenko, a Nagy Senki (vö. Senki Alfonz)...
Sajátos humorú, gyakran idegenlégiós témájú kalandregényeket, krimiket jelentetett meg, zömmel a Nova kiadónál: itt 14 P. Howard- és 5 Gibson Lavery-könyve, ill. 4 valódi fordítása jelent meg (az álneves Nova-köteteknél csak néhány esetben tüntették föl mint "fordítót"). Saját nevén főleg a Világvárosi Regények kolportázsregény ("gyorsregények", füzetes ponyvák), a "tízfilléres" sorozatban. Stílusában tudatosan törekedett a filmszerű vágások technikájára: „bementünk a bakterházba, azután elhelyeztük a baktert az ágy alatt”, a felgyorsult cselekményt rövid, egy-két szavas mondatokkal fejezte ki. Humora bölcselkedő megjegyzéseiben is érvényesült, például: Egy szabó mondja: „Az élet olyan, mint egy nyári ruha mellénye – rövid és céltalan.” (A szőke ciklon) Más: „A nő olyan, mint egy költői hasonlat – ha szép, az sem baj, hogy semmi értelme.” (Piszkos Fred közbelép)
Hegedüs Géza szerint, aki személyesen ismerte az írót: "Kortársa volt az iszonyat kibontakozásának, felismerte, és a maga sajátos humorával igyekezett a rémület fölé emelkedni; kora szorongásos életérzésének különös tanúja volt, ahogy kinevette és kinevettette az embertelenséget. Hanem amikor teljes apokalipszisével tárult ki a szenvedés és halál kora (...), akkor a tanú, aki nem volt többé P. Howard, az álangol álponyvaszerző, hanem újra Rejtő Jenő, az agyonkínzott pesti kisember, nem tanúskodhatott többé: a korai áldozatok egyike lett." A pesti (zsidó) humor volt az igazi közege, hisz "nem véletlen, hogy amikor íróként megindult, a kabarétréfában találta meg korai műfaját. Az a sajátos pesti humor nevelte, amelyben elkeveredik a cinizmus, az öngúny, a csattanóra élezett vicc, a felismert hibák némiképpen megbocsátó kifigurázása, és egy életszerető törekvés a valóság sötét és súlyos óráinak könnyebb elviselésére. Nyilván az egész magyar történelem és a budapesti magyarság etnikai kikeveredése húzódik a pesti humor mögött."
A kalandregényeibe oltott pesti humor óvatos térhódítását kiválóan nyomon lehet követni Müllerék könyvborítóin (mindegyiket Pályi Jenő rajzolta – nem csak a P. Howardokat, hanem az összes Nova-címlapot). Az első kiadások sárga nyomásúak, az ábrázolt jelenetek és szereplők drámaiak, realisták, kisüt belőlük az idegpattintó feszültség, míg a másodkiadások piros színűek és többnyire humorosak, de legalábbis valaminő "irreális" grafikai elemet tartalmaznak. A tereptárgyak-épületek-személyek arányai gyakran nem valósak, és egynémelyik figura (légióslegény!) egyenest karikaturisztikus, de legenyhébb esetben is "semleges" a rajz: mindennémű akciómozzanatot nélkülöz. A legtöbb Nova-regényt nem adták ki többször, de P. Howard annyira sikeres volt, hogy egyedülálló módon még új borítót is kaptak. Sőt, a háború után egynémelyik harmadikféle címlapgrafikával jelent meg (bővebben lásd: A Nova kalandos regényei. A Magyar Ponyva Képes Bibliográfiája 4.)
Kivétel a Csontbrigád, az csak egyféle, piros borítóval bírt: a könyv már nyomdában volt, midőn a szerző véglegesen összekülönbözött kisszerű kiadóival 1940-41 fordulóján – és nem csak emiatt lóg ki az életmű sorából, a maga drámaiságával. Érdekesmód azonban egy kortárs (a szintén ponyvaíró Halász Péter, 1922–2013) emlékezése szerint "Howard Csontbrigádján halálra nevették magukat az emberek”, a kötet tragikuma-látomásossága kevésbé hatott a háború kezdetén. A gyermekkori barát, a szintén író-újságíró Boross Elemér (1900–1972) beszámolója szerint olvasói "szinte megfeledkezve az egyre jobban elsötétülő égről, hivatalokban, villamoson, autóbuszon és megállva egy lámpaoszlop mellett, kezükben valamelyik ronggyá olvasott péhovarddal röhögtek és röhögtek. Diplomás emberek, orvosok a villamoson, megfeledkezve az illemszabályokról".
Azonban akármennyire is átélik olvasói az általa teremtett helyzeteket, s hiába drukkolnak hőseinek, a valóság merőben más: Rejtő nem járta meg az Idegenlégiót, nem töltött éveket egzotikus helyszíneken, nem nuncsakuzott kínai kalózokkal és nem vetélkedett hexaédervetésben turpungi bivalytejfölöző rulettkasznárokkal – legjobb kalandos könyveiből egyáltalán nem a realista író beszél, akármennyire is szeretnék rajongói emlékiratok gyanánt megélni írásait... Veres András megállapítása szerző és korabeli közönség viszonyáról 80 évvel későbbre vonatkoztatva is mértékadó: "Rejtő vagány hősei hangsúlyozottan irodalmi teremtmények. A romantikából elszármazott, meseszerű jelmezeket viselnek, egyszerre képviselik a kifordult világból való kilépés és a fortélyos felülkerekedés lehetőségét. Érthető, hogy az 1930–1940-es évek fordulóján miért vált az egyre szorongatottabb pesti közönség körében annyira népszerűvé a szabadságvágynak ez a lapidáris, a vásári ponyvából eredeztethető megjelenítése."

## Emlékezete: kultusz, utóélet, kegyelet
– Garcon! Egy sört! A pincér sápadtan odasiet: – Hallja! Ez nem matrózkocsma! – Érdekes... Pedig esküdni mertem volna, hogy ez itt a Fel, Vidám Orgyilkosok nevű étterem, ahol ötórai bicskázásra jön össze az úri közönség... No de most már mindegy. Jó lesz itt is. Hozzon egy korsó sört. – Nem szolgálunk fel csapolt sört! – Hát akkor hozzon egy fél kiló kaviárt, egy üveg francia pezsgőt és száz szál La France rózsát!
Rejtő Jenő munkássága a magyar kulturális-hétköznapi szféra legkülönfélébb szegmenseire fejtett ki hatást, olykor egészen meglepő távlatokba nyújtózón (kocsmától az Akadémiáig). Az alábbiakban ezek összegyűjtésére teszünk kísérletet.

### Általános
- Segédlet Rejtőzőknek (kivonat műveiből: karakterek, helyszínek, hajók, kocsmák stb.)
- Az ellopott tragédia. Kemény István beszéde a Rejtõ Jenõ-emlékkiállítás megnyitóján (Petőfi Irodalmi Múzeum, 2003. okt. 20., in: Irodalmi Múzeum, 2004/1, 12-13. old.)
- 2005-ben A Nagy Könyv regénynépszerűség-firtató országos programsorozat (mintegy 400 000 szavazat) keretében Rejtő két könyvvel is bejutott a 100-as listába: Archiválva 2016. október 13-i dátummal a Wayback Machine-ben Piszkos Fred, a kapitány (37.), A tizennégy karátos autó (47.). A 150-es listán (75 magyar és 75 külföldi) újabb két regénye szerepel: A csontbrigád és A három testőr Afrikában. Az író eme négyszeres jelenléttel az elit csoportban foglal helyet: 4 regénynél többel senki sem büszkélkedhet. (A 100-as listában külföldi művek is szerepeltek: ha csak a magyarokat nézzük, akkor a Piszkos Fred a 18., míg a 14 karátos autó a 23. helyezett lett.)
- Egy 2005-ös reprezentatív országos felmérés nyomán, a „Kik a legkedvesebb írói?” kérdésre adott válaszképp Rejtő ötödik lett egy 10-es listán (megelőzve Petőfit, az első 4 szerző: Jókai, Mikszáth, Móricz, Moldova)
- Kránicz Bence 2014-es összefoglaló cikke a jelenségről: Rejtő-kultusz a Gutenberg-galaxison innen és túl
- Pelle János: Túl a ponyván Archiválva 2016. október 3-i dátummal a Wayback Machine-ben (Heti Válasz, 2015. nov. 4.)
- 2017 tavasza: A nemzet könyve felmérésben ("a Jobbik Ifjúsági Tagozat programsorozata az olvasás és a nemzeti kultúra népszerűsítése érdekében") Rejtő a 10-es lista 7. helyén: Piszkos Fred, a kapitány (a top 50-be még bejutott A három testőr Afrikában is)
- 25 feledhetetlen idézet Rejtő Jenőtől (Mr. Foster kalandozásai Budapesten – az író 111. születésnapja alkalmából)

### Róla mondták, szépirodalom
- Örkény István egyperces novellájában (Közvélemény-kutatás): "Milyen a filozófiai képzettsége? a) Marxista. b) Antimarxista. c) Csak Rejtő Jenőt olvas. d) Alkoholista."[125]
- A babiloni fogságravitel után Jekoniás nemzé Saláthielt; Saláthiel nemzé Zorobábelt; / Zorobábel nemzé Abiudot; Abiud nemzé Eliákimot; Eliákim nemzé Azort; / Azor nemzé Sákodot; Sákod nemzé Akimot; Akim nemzé Eliudot; Eliud nemzé Eleázárt; Eleázár nemzé Piszkos Fredet, a kapitányt, Piszkos Fred nemzé Matthánt; Matthán nemzé Jákobot; / Jákob nemzé Józsefet, és aztán nem volt több hiba. (Örkény István: Keresd a hibát! c. egyperces novella)
- Szentkuthy Miklós: "Rejtő Jenő minden sorát elolvastam. Nagyon sok barátom és barátnőm szurkál és piszkál, hogy írjak Rejtő Jenőről: amit ő írt, az sem nem ponyva, az sem nem útszéli krimi, hanem igenis nagy művészet és – hamarjában használom a szót, noha ki nem állhatom – humánum. Rejtő Jenőben mennyi melegség, emberközelség, megértés, nagyszerű humor, kedvesség, gyengéd elnézés van az emberi botlásokkal szemben. (...) minden könyve megvan, kívülről tudom, izgató, meglepő, jobb, mint egy csomó, hozzá képest híres krimiíró, például Simenon Maigret-történetei, melyek között sok a sápadt ködkép és pasztell, Rejtő Jenő tobzódó és szédítő plasztikus és színes bábjátékai mellett." (in: Frivolitások és hitvallások, Magvető, Budapest, 1988 – 8. fejezet)
- "Mennyivel felvilágosultabb és bölcsebb a kultúrpolitika ma, a kulturális forradalom bukása után egy emberöltővel. A mai fiatalok farmerban járnak a rock koncertekre. Colombót nézik a televízióban. Szexi olasz színésznők képét tűzik a falra. Lehet őket szidni, lehet mondani, hogy ezek a mai fiatalok… Pedig mégis ez jelenti a megvalósult kulturális forradalmat, noha a kulturális forradalom elbukott. Mert ma már tényleg nincs különbség a volt nékoszista szülők és a múlt rendszerben is „nadrágos emberek” gyermekei között. Kulturális kiegyenlítődést azonban mégsem Thomas Mann és Balzac segített létrehozni, hanem P. Howard, Kojak és a popzene." (Czigány Lóránt: Lépéskényszer: az irodalom államosítása Magyarországon, 1946–1951)[126]
- Esterházy Péter: "nekem az ikercsillagom Rejtő Jenő és Thomas Mann volt, egyformán szerettem őket" (kamaszkori olvasmányélményeiről, in: A halacska csodálatos élete, Pannon, Budapest, 1991 – Irodalmunk, amely c. fejezet)
- Nemeskürty István: "Gyanítjuk, hogy Rejtő ponyvaírói munkássága is (részben) a belső emigráció egy fajtája. Tény mindenesetre, hogy példányszámban ki sem fejezhető, máig tartó sikere nem egyszerűen a kalandregény izgalmának és a fekete humor egy elmés változatának köszönhető. Rejtő olyan, szinte már profetikus ihlettel és fájdalmas, tragikus humorral írta meg előre mindazt, ami vele és sorstársaival néhány év múlva tényleg megtörtént (Csontbrigád) – Rejtő munkaszolgálatosként halt meg a Donnál –, hogy nincs jogunk kézlegyintéssel napirendre térni sikere fölött. (...) Rejtőnek több a híve, mint valaha; viszont az is tagadhatatlan, hogy a remekbe sikerült részleteknek ez a tékozló kedvű megalkotója, ha akar, megírhatott volna egy végérvényesnek szánt munkát. (...) De másfelől az is tény, hogy humorával és kalandtörténeteivel százezreket vigasztalt és terelt az emberi tisztesség eszményei felé egy sivár és tömeggyilkos korban."[127]
- Az élő Rejtő Jenő – körkérdés:[128] az születésének 105. évfordulója kapcsán négyen vallanak az íróról (Antall István, Benedek Szabolcs, Fekete J. József, Mányoki Endre).
- Mocsári Károly a rendkívüli (zenei) memóriával rendelkező Kocsis Zoltán zongoraművész kapcsán: "képes volt bármelyik Rejtő regényből szó szerint idézni úgy, hogy találomra felütöttük a könyvet valahol és pár mondat felolvasását követően ő fejből folytatta, de szóról szóra úgy, hogy egy kötőszót sem tévesztett el benne".[129]
- Bödőcs Tibor humorista Addig se iszik[130] c. 2017-es kötetében (afféle modern Így írtok ti) szerepel egy P. Howard/Rejtő-paródia is.
- Bárdos Pál: "Egy Rejtő-regénynek mindig lehet előre tudni a végét, de egy Rejtő-mondatnak – soha."[forrás?]
- Veress Zoltán erdélyi (majd svédországi emigrációban élő) író-költő verses gyermekmeséjének címe utal Rejtő egyik figurájára: Rongy Elek, a példakép[131] (kormányos Az előretolt helyőrségben). Először 1974-ben jelent meg Romániában.[132]

### Önálló kötet, képregény
- Hámori Tibor: Piszkos Fred és a többiek… Történetek Rejtő Jenő életéből; Ifjúsági Lapkiadó Vállalat, Budapest, 1981
- 1988-ban a Gyorsuló Idő sorozatban megjelenik Lányi András Az írástudók áru(vá vá)lása. Az irodalmi tömegkultúra a két világháború közti Magyarországon c. elméleti összegzése, mely kiemelten foglalkozik a regényíró Rejtő munkásságával
- Orbán János Dénes debütáló kötete, a Hümeriáda (1995) Rejtő Troppauer Hümér (költő és idegenlégiós) verses életművének egy lehetséges olvasatát adja Kolozsvárt
- 1995-ben megjelenik az „– Uram! A késemért jöttem!”: 841 Rejtő Jenő (P. Howard)-idézet c. tematikus válogatás, az író műveiből merített szövegrészletekkel[133]
- 2003 óta a Képes Kiadó felújítva-kiszínezve adja közre Korcsmáros Pál (1916–1975) évtizedekkel korábban rajzolt képregényeit (az unoka, Korcsmáros Gábor vezetésével). A rendkívül aprólékos munka miatt évente egy-egy szerfölött igényes kötet készül el.
- 2009-ben megjelenik a Mi Újság Wagner Úr? Rejtő Jenő füveskönyve c. kiadvány, amely Rejtő műveiből szemezget: "vicces beszólásoktól, párbeszédektől, kifacsart aforizmáktól a filozofikus gondolatokig" Archiválva 2016. augusztus 28-i dátummal a Wayback Machine-ben
- 2012 végén megjelenik egy felemásra sikeredett[134] segédkönyv: Rejtő-lexikon. Rejtő Jenő 27 nagyregényének világa 2500 szócikkben[135] (szereplők, eszközök, fogalmak, helyszínek számbavétele)
- A 2014 márciusában indult Nemzeti Könyvtár Archiválva 2016. augusztus 17-i dátummal a Wayback Machine-ben sorozat 25. kötete[136] "Orbán Viktor miniszterelnök javaslatára jelent meg" (A három testőr Afrikában, Piszkos Fred közbelép, Csontbrigád):[137] "P. Howard egész nemzedékek kedvenc pad alatti olvasmánya volt. A pad alatti olvasmányokból azonban egy idő után törvényszerűen pad felettiek lesznek."
- 2015. február 28-án alkalmi bibliofil kiadvány jelent meg az író tiszteletére (Pytheas Könyvkiadó/Könyvmanufaktúra, a Könyvmanufraktúra sorozat 3. darabjaként): Rejtő Jenő és a kártyaaffér. A japán hajtású könyvészeti technológiával készült kötetke jelentősége, hogy közel fél évszázad múltán hasonmásban közli Rejtő nevezetes sírvers(paródiájának) – Sír (a) felirat – autentikus szövegét (a PIM-ben őrzött hagyatékból), amelyet az 1967-es közreadás során hibásra "átigazítottak".
- 2015 nyarán 800 példányban, 500 oldalon megjelenik Az ellopott tragédia. Rejtő Jenő emlékkötet[138] (PIM–Infopoly Alapítvány) Thuróczy Gergely irodalmi muzeológus szerkesztésében, Archiválva 2016. március 17-i dátummal a Wayback Machine-ben mely az író munkásságának eleddig legteljesebb számbavétele (beszámoló a nov. 21-ei kötetbemutatóról)[139]
- Matuscsák Tamás: Rejtő Jenő elveszett naplója. Életregény. Rejtő Jenő műveinek felhasználásával írta Matuscsák Tamás; Noran Libro, Budapest, 2016; 540 o.
- Thuróczy Gergely: A megtalált tragédia. Rejtő Jenő emlékére (Szépmíves–Petőfi Irodalmi Múzeum, Budapest, 2016 – Képes emlékezet sorozat)
- A Fehér Holló Stúdió Rejtő legendárium. Láthatatlan légiós[140] címmel tervezett képregényt megjelentetni az író életéről 2018-ban, ám a csekély érdeklődés miatt felhagytak vele[141] (szöveg Boruzs Gergely Gábor, rajz Pozsgay Gyula)[142]
- A Napút folyóirat 2018/októberi, tematikus száma: Rejtőtől Péhovardig; lapszámbemutatójának meghívója[143] 2018. nov. 21-én a PIM-ben, videófelvétele[144]
- A POKET Zsebkönyvek kereskedelmi kezdeményezés, mely alacsony áron (990 Ft, cca 3 euró) kínálja portékáit, átalakított italautomatákból:[145] "célja minőségi irodalom terjesztése automatából, elérhető áron, tömegközlekedési eszközökön is könnyen olvasható zsebkönyv formában". A budapesti kezdet (2018. ápr. 11. – A magyar költészet napja) után számos vidéki helyszínen is kaphatóak a tetszetős kiadványok. A mintegy másfél tucatnyi terméket felvonultató kínálatban egyedül Rejtő Jenő büszkélkedhet 2 művel (A tizennégy karátos autó, Csontbrigád).

### Periodika-cikk, könyvfejezet, doktori értekezés, tanulmány
- "A megkérdezettek 72 százaléka válaszolt olyan értelemben, hogy egyetemi tanulmányai alatt legalább egy olyan művet olvasott, amely nagyon tetszett neki, és maradandó nyomot hagyott emlékezetében. (...) Az alábbiakban közöljük a legtöbbször említett 5-5 szerző sorrendjét." A magyar írók közül 3. helyen Rejtő Jenő szerepel. Közli Szentirmai László, 1968-as bölcsészdoktori értekezésében[146] (100. old.): Egyetemi hallgatók szabadidő struktúrájának vizsgálata különös tekintettel az olvasásra (Két kérdőíves felmérés eredményei).
- Boross Elemér: Péhovard; in: Velük voltam; Szépirodalmi, Budapest 1969, 334–366. old.
- Nagy Ferenc (a kriminalisztikai szövegnyelvészet jeles művelője) tanulmánya 1968-ból: A nyelvi humor főbb típusai, benne a hivatkozott példák mintegy fele Rejtőtől való (in: Magyar Nyelvőr, 1968, 10–22. old.)
- Hegedüs Géza: Arcképvázlatok. Száz magyar író c. áttekintő munkájában Rejtő Jenő is helyet kapott[147] (Móra Ferenc Ifjúsági Könyvkiadó, Budapest, 1980)
- Serény Múmia:[148] a kolozsvári Helikon irodalmi folyóirat 1993–2004 között megjelent fióklapja/belső melléklapja (szerk. Fekete Vince),[149] utalással Piszkos Fred, a kapitány sajátos alvilági klubjára: "megközelíthetetlen, közrettegésnek örvendő társaskör a Serény Múmiák. (...) Ha valamennyi bűncselekményüket letárgyalnák, és az előre látható halálos ítéleteket átszámítjuk egyenként 15 évi börtönre (a kitöltött vizsgálati fogsággal együtt), akkor a British Museum legrégibb múmiájának életkorát kapjuk végeredménynek."
  - Válogatás a pozsonyi Kalligram folyóiratban a kolozsvári lap írásaiból: Vendégünk a Serény Múmia (1997/jan.)
- A kolozsvári Előretolt Helyőrség c. irodalmi lap (megjelent 1995-96, 2000, főszerk. Orbán János Dénes, 1973-) szellemiségében úgyszint felvállalja a hasoncímű, nevezetes Rejtő-regényből is áradó világnézetet
- 1996 őszén a Piroska Press kiadásában rövidéletű kéthetilap látott napvilágot (az író azonos című, 1930-as bulvárlapja nyomán): Nagykörut. Sivatagi kalauz. 66 év elteltével Rejtő Jenő után szabadon[150]
- L. Aczél Petra: Retorika. A szóból épült gondolat. Gyakorlókönyv (Krónika Nova, Budapest, 2001): a Szöveggyűjtemény fejezetben részlet Rejtő Egy bolond száz bajt csinál c. regényéből
- 2007-ben megjelenik Veres András: A ponyva klasszikusa. Rejtő Jenő c. tanulmánya A magyar irodalom történetei[151] háromkötetes összefoglaló munkában, az író ezzel mintegy hivatalosan is helyet kap a magyar irodalmi kánonban
- A 2009-es 303 magyar regény amit el kell olvasnod, mielőtt meghalsz[152] kötetbe Rejtő Csontbrigádja is bekerült (a ponyvaírók közül egyedüliként)
- Deczki Sarolta: Elveszett és megkerült világok;[153] Rejtő regénypoétikájáról és humoráról, amely "sem nem alpári, sem nem közönséges, hanem felszabadító: szabadság és civil kurázsi fejeződik ki benne", forrása ismerős lehet a mindennapi életből: "a konvencionális, sematikus gondolkodással és életvitellel való konfrontáció".
- Határtalan Magyarok 1. 100 jó arc, akit nem árt, ha ismersz (Hetek, Budapest, 2015) – Rejtő az első 25-ben...
- Thuróczy Gergely: Gyöngy a kommersz szemétdombján. Rejtő Jenő és a korabeli pesti szórakoztatóipar; in: Korunk (Kolozsvár), 2017/márc., 3-15. old. (Populáris műfajháló – populáris ikonok c. tematikus összeállítás, szerk. Balázs Imre József)
- Horváth Csaba: "Sem Osszián, sem Hümér". Rejtő Jenő helye egy másik irodalomszemléletben[154]

### Sajtóemlítések, alkalmi kiadványok
- A "lógós" jelenségének kifigurázása, Piszkos Fred mint hivatkozási alap a Ludas Matyiban 1950-ből: "Egy gyárat keresek, ahol megbecsülik munkátlan munkásságom és bevezethetem sztachanovista lógási módszeremet. Csak az a gyár jelentkezzen, ahol garantálni tudják, hogy egy hétnél tovább kibírnak. Kívánságaim és igényeim: Napi félórai munkaidő, kombinált angol WC ággyal és piszkos Fred-sorozattal. Naponta hús, lehetőleg csibe és másfél liter bor, tokaji vagy verpeléti. És egy adag édes purzicsán dohány, mert rákaptam a nikotinra is. Amit a félórán kívül sem dolgozok le, túlórába kérem elszámolni..."[155]
- Rejtő mint negatív hivatkozási alap a Rákosi-éra zenitjén, 1953-ban: "Érdemes elgondolkodni azon, hogy míg a felszabadulás előtt az urak országának teljes anyagi és szellemi nyomorba taszított dolgozói számára legfeljebb 'Piszkos Fred' és a többi ponyva lehetett 'bestseller', addig ma a nép országában egyre fokozódnak dolgozóink kulturális igényei a legnemesebb, legszebb művészi élmények iránt."[156]
- Goethe Werthere és Rejtő Piszkos Fredje párhuzamba állítva 1959-ben: "Olvasom a Népszavában, hogy egy új magyar szabadalommal állványerdő nélkül lehet tatarozni. (...) Azt hiszem, Goethe ifjú Werthere is kevésbé rajongott volna az erdőért, ha egyszer sétált volna egy állványerdőben; annak a gondolatától pedig valósággal megborzongok, hogy ez az érzékeny szívű, finom lelkű fiatalember mit mondott volna, ha híres sárga nadrágját és kék frakkját leöntik malterral. (...) attól tartok, az egész mű hangja és jellege más lett volna, nyersebb és férfiasabb, kevésbé szentimentális; tán a címe is az lett volna, hogy 'Piszkos Fred, a kapitány'."[157]
- Rövidhír A Könyv c. havilapban 1965-ből: "Rejtő Jenő a L'Humanité-ban. A L'Humanité, a Francia Kommunista Párt központi napilapja Konsztantyin Szimonov Élők és holtak c. regényének folytatásos közlése után Rejtő Jenő (P. Howard): Vesztegzár a Grand Hotelben c. regényét adja közre, ugyancsak folytatásokban. A regény nemrégiben jelent meg az Editeurs Francais Reunis kiadónál, Kassai György fordításában."[158]
- Szabad Föld, 1969, látogatás egy somogyi könyvbarátházban (játék-papír-könyvesbolt): "Mi nem mondjuk semmire, hogy nincs. Ha kell, haszon nélkül meghozzuk Kaposvárról, meg Fonyódról. Igyekszünk előre kitalálni a vevő ízlését. Tetszik látni: Jókai van elég. Nagyon megy Berkesi, Passuth, Fekete István, Fehér Klára. Rejtő Jenőből el tudnék adni minden mennyiséget! (...) – Kik a vevői? – Arra tetszik gondolni, hogy paraszt és munkás vásárol-e? Hát... nem nagyon. Vezetők, tanár-tanító, az állami gazdaság irodistái – a tanultabb emberek."[159]
- Egy Rejtő-hős (Fülig Jimmy) ragadványnévadó "keresztapa" szerepben iskolások közegében, 1973-ból: "szeretnék rámutatni arra, hogy mi a névadás indítéka, mi okból, milyen tulajdonságokra, eseményekre stb. vonatkozóan keletkeztek a nevek." (...) "Lelki tulajdonságok a névadás indítékai: (...) Uralkodó jellemvonásáról: Fülig Jimmi (nevetős), Nyafi, Kasszafúró (lopós), Sunyi, Pujka Kakas (indulatos, hirtelen haragú), Szélanyja Komisz, Tökfejű (makacs), Ringyó (hízelgő), Banya, Nyanyuska (bátortalan), Kofa, Csurimadár (sokbeszédű)."[160]
- Serény Múmia: 1993–2004 között a kolozsvári Helikon c. irodalmi lap melléklete, utalással Piszkos Fred, a kapitány regény sajátos alvilági elit klubjára. A Serény Múmiák "közrettegésnek örvendő társaskör" tagságának feltétele Rejtőnél: "Ha valamennyi bűncselekményüket letárgyalnák, és az előre látható halálos ítéleteket átszámítjuk egyenként 15 évi börtönre (a kitöltött vizsgálati fogsággal együtt), akkor a British Museum legrégibb múmiájának életkorát kapjuk végeredménynek."
- 1995-ben Dluhopolszky László (Dluho) szerkesztésében Fülig Jimmy. Szórakoztató diáklap[161] címmel egyetlen lapszámot megért periodika jelent meg
- 1999 végén a Ki lesz az évezred magyarja? kétfordulós nyereményjáték-sajtószavazáson[162] Rejtő Jenő választható volt ezredmagával a történelmi személyiségek kategóriájában (a második fordulóba nem jutott be, abszolút győztes: Szent István király)
- Kultivátor. Megjelent Rejtő Jenő és József Attila születésének 100. évfordulóján (alkalmi kiadvány, 2005)[163]
- Harangi László (1929–2015) művelődéskutató kultúrszociológiai tanulmánya bevezetőjének kezdete: "Rejtő Jenő Piszkos Fredje a szingapúri alvilág mitikus alakja, a 'Serény múmiák' klub tagja volt, mivel a kikötőváros hosszú évszázadokon át, mint füstös, matrózkocsmákkal tele átrakodó állomás segítette a hajózást Kína felé, a brit gyarmatbirodalomban. Titokzatos és a keleti alvilággal gyakran összefonódó életének 1965-ös függetlenedése vetett véget, és ma már aligha lehet elképzelni, hogy az alig 60 évvel ezelőtti szemetes utcák, cölöpházak helyén nemzetközi üzleti társaságok, a leghatalmasabb bankok felhőkarcolói állnak és modern sugárutak, pazar üzletházak, a trópusok minden szépségében pompázó parkok hálózzák be a várost."[164]

### Kiállítás, fesztivál
- 2003-ban emlékkiállítása[165] (egyfajta kiállítás-paródia, Archiválva 2018. július 13-i dátummal a Wayback Machine-ben az író szellemiségének jegyében) nyílott Az ellopott tragédia címmel a Petőfi Irodalmi Múzeumban (rendezte Horváth Csaba és Thuróczy Gergely).[166] A Rejtő-emlékkiállítás vándortárlat formájában azóta tucatnyi helyszínen vendégszerepelt az ország különböző helyszínein (a PIM szervezésében).
- 2005. dec. 2. – "Megyek Debrecenbe, ahol még egyszer sem volt kiállításom" Archiválva 2016. szeptember 18-i dátummal a Wayback Machine-ben címmel a Debreceni Irodalmi Múzeumban mutatkozott be a PIM Rejtő-emléktárlata
- 2009. márc. 17-én a Magyar Zsidó Múzeumban (MZSM) Rusznák Rita kurátorságával[167] nyílt nagyszabású kiállítás Archiválva 2016. augusztus 29-i dátummal a Wayback Machine-ben P. Howard – Rejtő Jenő legendás élete címmel[168][169] (PIM-mel közösen, rendezte Thuróczy Gergely)
- 2009. okt. 11., Kalocsa, Városi Galéria:[170] P. Howard – Rejtő Jenő legendás élete,[171][171] a megnyitóról: Egy legendárium a Városi Galériában.[172] Képes beszámoló:[173]
- 2011. jan. 26., Baja, Szabadidő Ház – A megker(G)ült tragédia – P. Howard/Rejtő Jenő legendás élete c. kiállítás[174]
- 2014. okt. 7., Kelenföldi Könyvtár (Budapest), BMK Galéria:[175] Menni vagy meghalni. Kiállítás Rejtő Jenő emlékére,[176] megnyitó,[177] kvízjáték:[178]
- 2015. márc. 5., Csepel (Budapest), Nagy Imre ÁMK:[179] Rejtő Jenő nyomában[180]
- 2015. máj. 29., Székesfehérvár, A Szabadművelődés Háza: "Legény a talpán". Rejtő Jenő-emlékkiállítás.[181] Képes beszámoló:[182]
- 2015. szeptember 17-én a budai Hadik Kávéházban "Fogják meg!" Rejtő Jenő dokumentumai címmel nyílott kamaratárlat: számos, az íróhoz kötődő ismeretlen dokumentum, plakát és fotó volt látható[183] (PIM szervezése)
- 2015 novemberében az erdélyi 21. Marosvásárhelyi Nemzetközi Könyvvásáron[184] a Petőfi Irodalmi Múzeum Erdélyben mutatta be[185] a "Fogják meg!" Rejtő Jenő dokumentumai c. kiállítás anyagát, irodalmi beszélgetéssel kísérve[186]
- 2016. február 16., tatai Móricz Zsigmond Városi Könyvtár: Vanek úr Tatán
- 2016. március 22., Aki mer, az nyer? – 111 éve született Rejtő Jenő címmel nyílott emlékkiállítás a Pávai utcai Holokauszt Emlékközpontban (HDKE), amely a legújabb kutatások eredményeit mutatta be (az író kevésbé ismert alkotói oldalára koncentrálva: Rejtő, az operettszerző és filmíró),[187] alapos összefoglaló a kiállításról és a kutatás jelenlegi állapotáról[188]
- 2016. szept. 27., pécsi Tudásközpont:[189] "…a derékszíjak időnként elkószálnak!" Rejtő Jenő-emlékkiállítás(paródia), Archiválva 2022. november 27-i dátummal a Wayback Machine-ben megnyitotta dr. Jankovits László irodalomtörténész (kurátor: Thuróczy Gergely, PIM), képriport[190] (érdekességképp a tárlat címe latinul: "Cinguli temporatim divagantur")[191]
- 2017. szept. 29., Körmend, Sala Terrena Galéria:[192] A ponyafejedelem, avagy tárlatparódia Rejtő Jenő emlékére
- 2018. febr. 15., Baja, Bácskai Kultúrpalota:[193] Rejtő Jenő és a színház, avagy teátrális bemutató a súgólyuktól a Sugovicáig.[194] Fényképes beszámoló a megnyitóról:[195]
- 2018. márc. 2., Üllő, Vargha Gyula Városi Könyvtár: P. Howard közbelép Archiválva 2018. március 8-i dátummal a Wayback Machine-ben Rejtő Jenő-emlékkiállítás (paródia) és könyvbemutató.[196] Beszámoló a megnyitóról:[197]
- 2018. ápr. 10., Szécsény, Kubinyi Ferenc Múzeum "Háromárbócos szódavíz". Rejtő Jenő-kiállítás(paródia)[198][199]
- 2018. ápr. 13-15., Budapest, K11 Művészeti és Kulturális Központ FüligFred légiója – I. Erzsébetvárosi cirkálófesztivál Rejtő Jenő szülőföldjén Archiválva 2018. május 6-i dátummal a Wayback Machine-ben;[200] háromnapos rendezvénysorozat a 75 éve elhunyt író emlékére[201]
- 2018. júl. 12., Lakiteleki Népfőiskola, karikatúra-alkotótábor kiállítása[202] 8 grafikusművész részvételével (Csikós György, Dluhopolszky László, Gaál Tibor T-boy, Lugossy Károly, Nagy László, Prihoda Judit, Takács Krisztián, Török Tivadar), a téma: Rejtő Jenő[203]

### Rádió, televízió, filmterv
- Egri János 1980-as évekbeli népszerű televíziós vetélkedője, az Elmebajnokság (1983) egyik témaköre a 30 közül "Rejtő Jenő regényalakjai" (az ókori Egyiptom, Lengyelország, a magyar munkásmozgalom története, az aradi vértanúk stb. közepette)[204]
- 2002-ben Századfordító magyarok – Rejtő Jenő címmel készült portré az íróról (MTV), ismeretlen dokumentumok bemutatásával
- Pálfi György rendező A szőke ciklonból (tervezett főszereplő: Scarlett Johanson) és a Csontbrigádból készült filmet forgatni a 2000-es években, egyelőre azonban mindez csak terv maradt. Utóbbihoz a 2007-es Cannes-i fesztiválra promóciós plakát is készült: Skeletal Brigade by György Pálfi
- 2010-ben Varsányi Ferenc rendezésében készült el a Volt egyszer egy regényhős, akit P. Howardnak hívtak című ismeretterjesztő rövidfilm[205]
- 2012. márc. 3. – MTV1 Múlt-kor adása Rejtőről[206]
- 2015. szeptembere – a Kossuth Rádió Kabarészeparé c. rádióműsorában kétrészes Rejtő-legendárium az író köré rakódott legendák helyretételével. Műsorvezető: Fábry Sándor, résztvevők: Szörényi László, Thuróczy Gergely, Veres András, közreműködött: Kaszás Gergő (1. rész, 2. rész)
- Ízelítő[207] a készülőfélben lévő animációs Rejtő-moziból (figuratervek Korcsmáros Pál rajzai nyomán Garisa H. Zsolt grafikus, képregényrajzoló): Piszkos Fred közbelép[208] (rendező: Varsányi Ferenc)
- Szentpály Miklós: A ponyva dinamikája – Rejtő Jenő a filmvásznon
- 2017. márc. 29. (az író születésnapja): Rejtő Jenő legendája – ismeretterjesztő tévéműsor, M5 csatorna, Mindenki akadémiája (előadó: Thuróczy Gergely Rejtő-kutató, Petőfi Irodalmi Múzeum)

### Oktatás, szakelőadás, vetélkedő
- 2008-tól emelt szintű érettségin Rejtő Jenőből is lehet vizsgázni (lásd P. Howard közbelép. Thomas Mann őszinte sajnálatára, interjú Veres András irodalomtörténésszel). 2008-as érettségi tétel: A hatáskeltés eszközei Rejtő Jenő Piszkos Fred, a kapitány című regényében Archiválva 2010. augusztus 5-i dátummal a Wayback Machine-ben.
- Poszler György irodalomtörténész, esztéta, akadémikus előadása Rejtőről a szentesi könyvtárban 2008. máj. 28-án (közreadva a "Lidércfény Rádió 0. kísérleti adása" keretében)
- Kivezetés a Rejtő-legendáriumból, avagy életrajz helyett kultikus utóélet címmel Thuróczy Gergely irodalmi muzeológus, Rejtő-szakértő tartott előadást 2014. okt. 21-én a kelenföldi BMK-ban (Rejtő Jenő – a ponyvából szőtt legenda programsorozat keretében)
- P. Howard & Co. Nyomozóiroda(lom) címmel hirdettek irodalmi vetélkedőt a 2014/2015-ös tanévre a FSZEK kispesti és pestszentlőrinci fiókkönyvtárai, felsőbb évfolyamos általános iskolai tanulóknak
- 2015. október 16-án Veres András irodalomtörténész előadása Budapesten: A P. Howard-i humor önvédelmi hatásmechanizmusa (Művészet és pszichoanalízis c. sorozat keretében, PIM)
- 2017. ápr. 1., Sári Orsolya PhD.-hallgató (PPKE Bölcsészet- és Társadalomtudományi Kar, Irodalomtudományi Doktori Iskola) előadása Archiválva 2018. március 8-i dátummal a Wayback Machine-ben: Az idő kérdése Rejtő Jenő A tizennégy karátos autó című regényében (Miskolci Egyetem, Tavaszi Szél doktorandusz-konferencia)[209]
- 2018. jan. 22., Celldömölk: Szakértővel a Rejtő-legendák nyomában Celldömölkön Archiválva 2018. március 8-i dátummal a Wayback Machine-ben: előadás a Magyar Kultúra Napján, Kresznerics Ferenc Könyvtár[210]

### Képzőművészet
- A 2003-as első Rejtő-emlékkiállítás ideje alatt ugyancsak a PIM-ben mutatták be a Magyar Képzőművészek és Iparművészek Szövetsége Érem Szakosztálya által kiírt „Országos Rejtő Jenő emlékérem-pályázat”-ra beérkezett műveket. Az I. díjat ifj. Szlávics László szobrászművész nyerte el: "P. Howard – Menni vagy meghalni" c. négydarabos, vegyes technikájú éremkompozíciójával[211]
- Kósa János DLA nagyméretű Utómunkálatok c. olajfestményén (2007) felbukkan – a Korcsmáros Pál figuraterve nyomán rajzolt – Gorcsev Iván (A tizennégy karátos autóból): jobb kezében régimódi kanócos bombát tart, baljával szivart vételez egy Marx feliratú könyvre hajazó skatulyából, bal füle mellett régmúlt cucilista átkos idők vöröslő transzparenseit idéző "Éljen a kreativitás!" felirat...
- 2015. őszén Rejtő születésének 111. évfordulója kapcsán a debreceni Sesztina Galériában az NDK (Neue Debreczenische Kunst) alkotócsoport 17 művésze emlékkiállítással[212] tisztelgett az író előtt (fotógalériával lásd:)[213]
- "Életét nem élte le, aláírás megtagadva" címmel 2016. júliusában Gyergyószárhegyen (Erdély, Románia) nyílott meg[214] a debreceni NDK képzőművészeti kiállítása[215] az író születésének 111. évfordulójára
- Dobó Ferenc Levente szegedi képzőművész[216] "világítós" mobil Piszkos Fred-szobra, selfie-zésre kihegyezve.[217] A PanoptikumArt műhely[218] keretében készült alkotás szétszedhető, könnyen szállítható, a beépített elektronika révén pedig fény-árnyjátéka a megformált figura alapkarakterén is túlmutató játékosságot tesz lehetővé.

### Színház, rendezvény
- 2008. április 1-én Láng István akadémikus, az MTA egykori főtitkára kezdeményezésére egynapos Rejtő Jenő-konferenciát tartottak (Bolondok Napján, az áprilisi tréfálkozás jegyében) a Magyar Tudományos Akadémia dísztermében és előcsarnokában: Rejtő Jenő, a ponyva klasszikusa mint meteorológus és hidrológus címmel, egynapos kiállítás kíséretében,[219][220] lásd Láng István: Piszkos Fred és Társai az Akadémián. Derűs tudomány; in: Ponticulus Hungaricus, XVI. évf. 7–8. szám, 2012. július–augusztus[221]
- 2014. szeptember 10-én a Goldmark Teremben tartottak szögletasztal-beszélgetést a 71 éve elhunyt íróról: Rejtő Jenő visszaüt címmel (Dombi Gábor, az Infopoly Alapítvány vezetője szervezésében). Budapest Főváros Erzsébetváros Önkormányzata, a Magyarországi Zsidó Hitközségek Szövetsége (MAZSIHISZ) és a Petőfi Irodalmi Múzeum (PIM) közös rendezvénye (résztvevői a készülőfélben lévő Rejtő-emlékkötet munkálatairól számoltak be alkalmi kiállítás kíséretében: Győri Anna történész, Perczel Olivér levéltáros, Szilágyi Zsófia Júlia szerkesztő, Thuróczy Gergely irodalmi muzeológus), a Magyar Holokauszt Emlékév keretében.[222]
- 2015. március 26-án, az író 110. születésnapja tiszteletére a Magyar Művészeti Akadémián (Pesti Vigadó) emlékeztek meg az íróról Rejtő-legendárium címmel
- Tasnádi István–Dinyés Dániel–Hajós András: Spam operett. Nem operett 2 részben, P. Howard hatása alatt; Radnóti Színház, rendezte Rudolf Péter, bem. 2015. ápr. 26.
- 2015. december 3-án a szlovákiai Rév-Komáromban rendeztek Rejtő Jenő-emlékestet Gazdag József újságíró szervezésében (Rév – A Magyar Kultúra Háza)[223] Piszkos FreUd közbelép címmel[224] (Komáromi Szalon)[225]
- 2016. február 25-én az MKB Professzori Klubja keretében exkluzív zenés irodalmi est zajlott le, melynek során ritka szövegek, ill. évtizedek óta nem hallott (Rejtő operettjeiből való) dallamok csendültek föl. Aki mer, az nyer – A Rejtő-operettektől a P. Howard-ponyvaparódiákig címmel. Az est hangképes felvétele:,[226] meghívó:,[227] fotók:,[228] beszámoló:[229]
- 2016. április 2-3-án a Bethlen Téri Színházban 24 órás eseménnyel[230][231] tisztelegtek az író születésnapja előtt: Humormaraton – Rejtő 111. Humoristák, stand up comedy fellépők non-stop műsora Rejtő Jenő születésének 111. évfordulója emlékére[232]
- 2016. októberében baptista művészeti napok keretében Rejtő és Nóti Károly-jelenetek a Utcafront Tolerancia Színház előadásában[233]
- 2016. okt. 16.: Mihail Bulgakov vígjátékának átirata Iván, a rettenet címmel („társasházi science-fiction", Radnóti Színház, átdolgozta Vecsei H. Miklós), egyik szereplője "P. Howard fekete úr" (cserediák, feketesereg)[234]
- Rejtő Jenő humorszínházi bérlet a 2016/17-es évadra, a Kispesti Munkásotthon Művelődési Házban (KMO)[235]
- 2017. febr. 15.: A megtalált tragédia. Rejtő Jenő emlékére – zenés kötetbemutató a Petőfi Irodalmi Múzeumban (Promontor TV beszámolója)
- 2017. márc. 6.: A berlini front. Rejtő Jenő nyugat-európai utazásai,[236] Bálint Ház, Macesz terem (előadó: Thuróczy Gergely irodalomtörténész)
- 2017. márc. 29.: Rejtő Jenő születésnapján – Slam poetry verseny, Fuga Budapesti Építészeti Központ
- 2017. okt. 19.: Rejtő Jenő: Tatjána c. kisregényének kötetbemutatója,[237] Petőfi Irodalmi Múzeum

### Együttesek, zene
- Atlantis (S. Nagy István–Neményi Béla szerzeménye): Foxi Maxi matróz lett c. beatdala, 1967 ("Kapitány a Piszkos Fred!")[238]
- Express együttes (Malek Miklós–Solymos Antal szerzeménye): Rézgróf a haverom,[239] 1969-es kislemez[240] (utalással A megkerült cirkáló piperkőc belevaló, jóképű "jasszára", aki valójában a titkosszolgálat embere)
- 1975-ben jelent meg a Fonográf együttes második Na mi újság, Wágner úr? c. nagylemeze, a kezdődal Wágner úr (Szörényi Levente–Bródy János szerzeménye)
- Galla Miklós humorista és előadóművész pályakezdőként a Csontbrigád együttes tagja volt 1980 táján: "Csontbrigád, egy új magyar rockegyüttes, amelyről csak az biztos, hogy csupa elfuserált, satnya, nagyvárosi farkasból áll. Nekik már az 'új hullám' is avas, hát kitaláltak valami még újabbat. Most jön a "nyuvév" és vele a Csontbrigád, Galla Miklós (ének, csokornyakkendő, vasalódeszka és gitár) vezetésével. Állítólag ők végre meghozzák azt az új hangot, ami hiányzik a magyar rockzenéből."[241] (Ifjúsági Magazin, 1981. febr.)
- Az 1980-as évek hazai sikeres popegyüttese, a Szikora Róbert-féle R-GO színpadi megjelenését Rejtő légiós regényei ihlették:[242] sivatagi és dzsungeljelenetek,[243] tevék,[244] trópusi kellékek,[245] egzotikus egyenruhák, katonai jelvényviselet[246] stb.
- Szikora Róbert Egy úrilány szobát keres c. dalának[247] címében (de nem tartalmában) idézi meg Rejtő vígjátékát (R-GO: Csak nézem a szeretőm c. album, 1991)
- Másik János–Menyhárt Jenő: Nevem Van... Petrovics (utalás A 14 karátos autó visszatérő fordulatára, midőn Vanek úr bemutatkozás közben vált álnévre: "Nevem Van... Nevem van: Petrovics."), Másik János–Menyhárt Jenő: MJMJ; Bahia, Budapest, 1994 (CDB 009)[248]
- Hobo Blues Band: A láthatatlan légió (címében, de nem tartalmában idézi meg Rejtő regényét), szöveg:[249] Földes "Hobó" László (Gyöngy a sárban c. album, 2000)
- Kárpátia zenekar Piszkos Fred c. szerzeménye (tele van vele a Youtube...)
- Wolf Péter–Fábri Péter dala: Rejtő Jenő(?) címmel (Kováts Kriszta Kvintett előadásában)
- Valaki Alfonz Zenekar: 2009-ben alapított világzenei együttes, utalással Rejtő Senki Alfonz nevű teremtményére
- Piszkos Fred Band/Zenekar (alapítás éve?)
- Radzeer zenekar (utalás Az elveszett cirkáló hajójára)
- Földalatti Front (marosvásárhelyi hiphop/rap-együttes) Láthatatlan Légió c. demója (mixtape), utalással Rejtő regényére
- Szikora Róbert Ünnep[250] c. albumán (2013) A láthatatlan légió címében (de nem tartalmában) idézi meg Rejtő regényét (kitekintéssel a Csontbrigádra)[251]
- Piszkos Freddy zenekar,[252] Debrecen (alapítás éve: 2021)[253]

### Közterület, emlékjel
- A Wesselényi u. 7. alatt található Goldmark-teremben 1939–1944 között működött Goldmark Színház az író bohózatait is játszotta. Falán elhelyezett Az OMIKE Művészakció mártírjai emléktáblán Rejtő Jenő neve is olvasható.
- "A XVIII., Havanna-telep városrészben fekvő 151 159 helyrajzi számú közterületet Rejtő Jenő sétánynak NEM nevezi el."; 991/2001. (VI. 7.) Fővárosi Közgyűlés határozat (Fővárosi Közlöny, 2001/11-19. szám, 51. évfolyam, 1319. old.).
- 1994. okt. 21., emléktábla-avatás az író lakóházának falán (1905-ben még Szövetség u. 40., 1906-tól Izabella tér 5, 1964-től Hevesi Sándor tér 5, napjainkban Rejtő Jenő u. 6), állíttató: Budapest Erzsébetváros Önkormányzata.[254] Az emléktábla 2023 őszéig volt fönt (helytelenül Rejtő szülőházának nevezte az épületet),[255] majd átkerült a tényleges lakóházra (Szövetség u. 22.). A Rejtő Jenő u. 6. számú ház pedig egy új emléktáblát kapott.[255]
- 2000. jan. 20., domborműavatás Rejtő Jenő egykori iskolájának előcsarnokában az író tiszteletére (Kertész utca 30)[256]
- 2001 ősze óta Budapest VII. kerületében (Erzsébetváros) az egykori lakóház körüli területet – Hevesi Sándor (azelőtt Izabella) tér egy része – róla nevezték el: Rejtő Jenő utca[257] (fotók az okt. 19-ei "uccaavatásról")
- Rejtő rajongói (Utcát, szobrot Rejtő Jenőnek! mozgalom)[258] az ezredforduló táján szobrot[259] készültek állítani az írónak,[259] azonban a gyűjtés nyomán összegyűlt összeg nagy része elment az utcanév létrehozása körüli költségekre (a lakóházzal szemközti szobortervet lásd:)[260]
- 2013 májusában 300 négyzetméteres köztéri falfestmény[261] került Budapesten az erzsébetvárosi Mika Tivadar-ház (Kazinczy u. 47) tűzfalára, amely Rejtő Jenő készséges pincérét ábrázolta
- 2016. augusztus 25-én a Képregény Kedvelők Klubja (KKK) koszorúzással egybekötött kötetlen megemlékezése[262] a lakóház emléktáblájánál (Rejtő Jenő utca 6), majd "tartalmas Rejtő-rajongás" az író munkásságát feldolgozó alkotók (képregénygyűjtő, író, grafikus, irodalomtörténész) részvételével[263]
- 2017. márc. 29-én (az író születésének 112. évfordulóján) "gondolatok köve" avatása:[264] Hevesi Sándor tér – többmázsás szikladarab, Rejtő-idézettel; avatás után a Stand Up Brigád ingyenes Ponyvakabaré előadása[265] a Rejtő Jenő u. 6. udvarán
- 2018 őszén Gorcsev Ivánról (Rejtő egyik Nobel-díjas irodalmi alakja) neveztek el utcát Gyálon: "– Nem akartunk még egy Raktár utcát. – mondta Mayor Gergely, inkább szerettek volna valami vidám elnevezést adni az útjuknak. Nem volt vita közöttük, és az önkormányzat is örömmel fogadta az ötletet. Annál is inkább, mert tavaly volt Rejtő halálának 75. évfordulója, ami jó apropót is adhatott a kezdeményezésnek.";[266] Már a Google Maps is ismeri a Gorcsev Iván utcát[267]
- 2019. aug. 28-án miniszobrot kapott[268] Rejtő regényes gépkocsija, A 14 karátos autó címszereplője.[269] Alkotója Kolodko Mihály "gerillaszobrász". Az aranyablakú, közel félméteres bronzalkotás[270] elhelyezése az író lakóházának közelében történt.[271] Az installálás nyomán a szobrocska egy ívelt kőpárkányon,[272] a földfelszínre közel merőlegesen látható, mintegy a száguldás közben bevett kanyar képzetét keltve.[273]

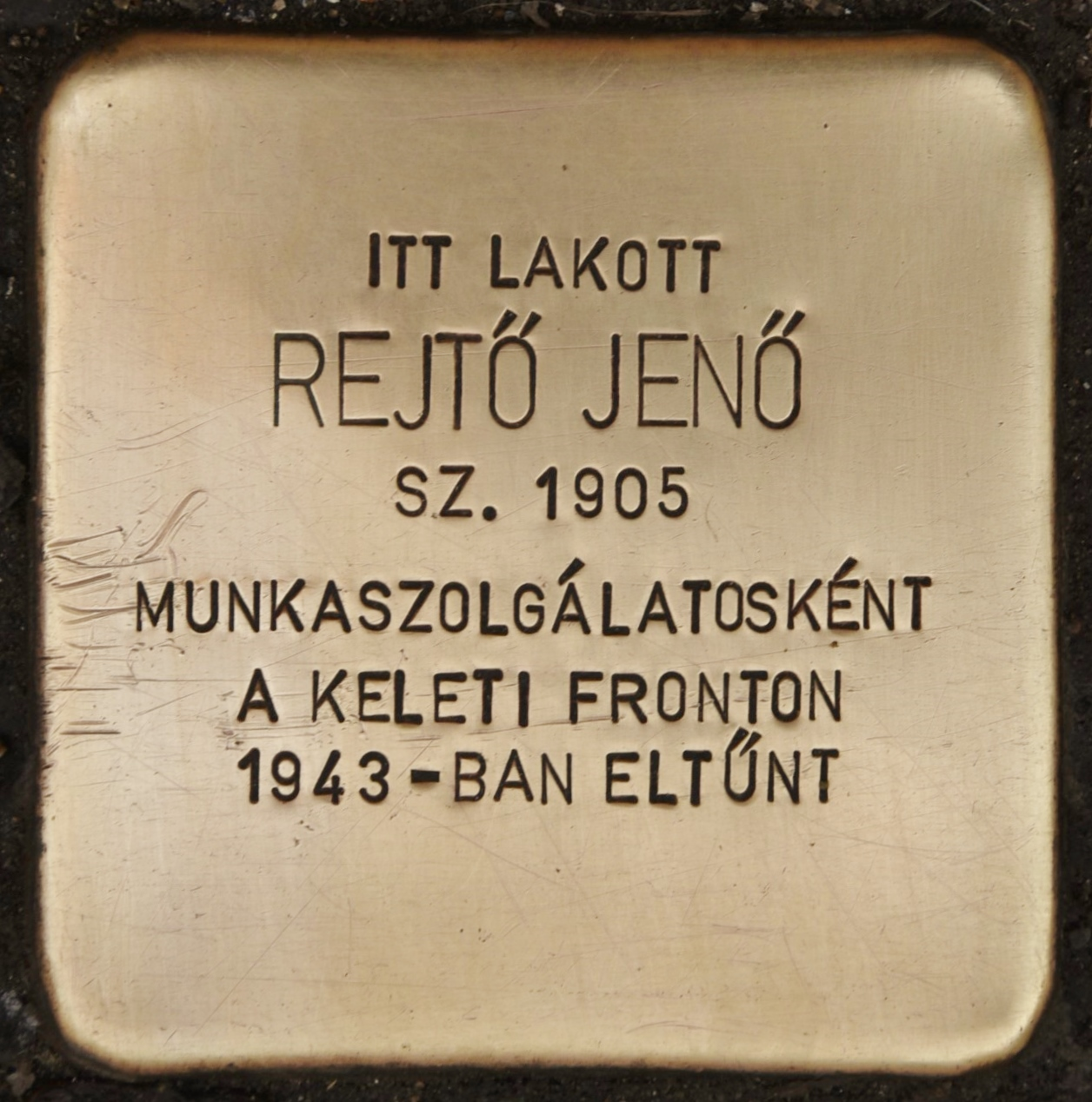
Rejtő Jenő botlatóköve Budán, Bimbó út 3

- 2019. szept. 13-án (péntek) az író botlatókövet kapott[274] Rejtő Jenő botlatóköve Budán, Bimbó út 3 Budapest II. kerületében, a Bimbó út 3. számú ház előtt.[275] (Itt lakott Rejtő második felesége, Gábor Magda, akivel 1937-38-ban élt együtt.)[276] A kezdeményezés Gunter Demnig német képzőművésztől[277] ered, aki sajátkezűleg installálta az emlékjelet (majd ünnepélyes keretek közt a helyszínen átvette a Magyar Arany Érdemkereszt kitüntetést, amellyel az állam eddigi magyarországi tevékenységét ismerte el).[278]
- 2020. júliusában a horvátországi Rijeka kikötővárosban Kolodko Mihály egy újabb Rejtő-gerillaszoborral rukkolt elő.[279] Az útpadkába bokamagasságban installált bronzkést egy (tengerészt idéző) graffiti egészíti ki, így eme kontextus nyomán egyértelmű, hogy a Piszkos Fred, a kapitány kezdőmondatait idézi. ("– Uram! A késemért jöttem! – Hol hagyta? – Valami matrózban.")
- Tatabányán 2023. január 4-től viseli közterület az író nevét: Rejtő Jenő köz 1 (azelőtt Antall József u. 53).[280]
- Budapest 7. kerületében, a Rejtő Jenő u. 6. számú házra 2023. november 17-én került föl a korrigált emléktábla (az eddigi helytelenül nevezte szülőháznak az épületet). Szövege: "E házban töltötte / 1914-1918 között / élete meghatározó éveit / REJTŐ JENŐ (P. HOWARD) / 1905-1943 / pesti humorista / kabaré- és kalandregényíró / [Rejtő Jenő aláírása] // Emlékül állította / Budapest Erzsébetváros Önkormányzata / 2023". Az avatóbeszédet a kerület alpolgármestere, Szücs Balázs tartotta.[281]

### Vendéglátóipar, gasztronómia, étel-ital
Számos vendéglátóipari egység is zászlajára (késhegyére...) tűzte Rejtő figuráit
- Velőtanya (a víg kiloccsantóhoz), "Olcsó házias ételek. Menük. Üdítők. Kávé"[282] (konkrét átvétel a Piszkos Fred közbelépből, Budapest, Kerepesi út 3, 1990-es évek, bezárt)[283]
- Nagy Levin Étterem (Budapest 21. ker., Csepel)[284]
- Fülig Jimmy Sörözője[285] (Budapest 21. ker, csepeli Sporttelep mellett, Völgy u. és Béke tér sarka, 2010 körül? bezárt)[286]
- Gorcsev Korcsma[287] (Budapest Újlipótváros, 13. ker., Katona József u. 13/b, 2008-tól?, 2013-ban bezárt)[288]
- Pepita Ofélia Bár (Budapest Erzsébetváros, Klauzál tér, 2012 májusától, 2014 tavaszán bezárt)[289]
- Vakapád Söröző (Erzsébetváros, 2013-ban? bezárt, hajónév A megkerült cirkálóból)[290]
- The Blue Tomato/Szilvakék Paradicsom Étterem[291] (Újlipótváros, konkrét átvétel A 14 karátos autóból)
- Piszkos Fred Pub & Restaurant[292]/Korcsma Piszkos Fredhez[293] (Budapest, Erzsébetváros, Osvát u. 9., bezárt 2020-ban?)
- Piszkos Fred Étterem/ Piszkos Fred Steak House (Cegléd, Várkonyi István u. 49, bezárt 2021-ben?)[294][295]
- Fülig Jimmy Pub (Szeged)[296]
- Fülig Jimmy Falatozó (Szentes)[297]
- Fapipa – Piszkos Fred és Mery konyhája (Fonyód)[298]
- Fülig Jimmy Udvar (Kapolcs, Művészetek Völgye Fesztivál idején – hatósági hirdetmény zajkibocsátási határérték megállapításáról, engedélyezve: nem lehetnek túl duhajok...)
- Vanek Úr Étkezde[299] (Budapest, Kerepesi út 34), utalással A tizennégy karátos autó egyik főszereplőjére
- Kávéház a Három Bölcs Útkaparóhoz és a Fröccs (Kiskőrös, Dózsa György út 38, 2018-ban bezárt)[300]
- Velőtanya, 2015-ös gasztroblog (megszűnt)[301]
- "Na, mi újság, Vágner úr?" elnevezéssel irodalmi kávéház, színház-kocsma nyílt Vértesszőlős főutcáján. (...) színházi díszletek között hörpinthetnek valódi világot az idelátogatók. Rejtő Jenő nagy sikerű műveinek világát, hangulatát idézik fel a különtermek. A "Szingapúri katakombák"-ban kártyapartik folynak vér nélkül, tét nélkül, vég nélkül. A "Radzeer terem"-ben hajólámpa fényénél tervek szövődnek, titkos találkák zajlanak. A "Sárga garnizon"-ban biliárdasztal és más erőpróbák várják a vendégeket. Vakajtó vezet a "Serény múmiák" (ezer év fölötti büntetéssel lakható) és a "Kegyelmesek köre" (halál ellen van orvosság) klubszobákba. Kés a lapban, azaz napilapszúró bicska őrzi a mindennapos olvasnivalót, így a 24 Órát is.[302]
- Fülig Jimmy Pálinkaház: a termékek dizájnját Korcsmáros Pál képregény-figurái ihlették (a 40 fokos pálinka Fülig Jimmyről nyerte nevét, az erősebb, 60 fokos szeszt Piszkos Fred ihlette: "Csak erős idegzetűeknek!"...) Vigántpetenden
- 2015 őszén egy nemzetközi hamburgerlánc magyarországi kínálatában a "legyőzhetetlen újdonságok" keretében Fülig Chili szendvics jelent meg a kínálatban ("Sajtosak. Hosszúak. Legyőzhetetlenek."),[303] utalással Fülig Jimmyre.
- Budapesten az Erzsébetvárosban nyílt meg a Krúzer söröző Archiválva 2019. december 16-i dátummal a Wayback Machine-ben (2018 ősze, Krúzer Craft Beer and Food): "A Krúzer létrejöttét Rejtő Jenő ihlette meg, aki sokat tevékenykedett a kerületben, nem kevés vendéglátóhelyet meglátogatva. Az elveszett cirkáló című regénye – ami lényegében a cruiser magyar fordítása – inspirálta a helyet."[304]
- A szőke ciklon esete az ehető gyémántokkal: " Olvass te is Rejtőt, hozzá pedig ropogtathatsz igazi ehető gyémántokat!" (a regény ihlette édesség: hozzávalókkal és recepttel...), Könyvparfé: "Az egész történet egy gyémánt megtalálása köré épül, mely egy Buddha-szobor belsejében rejlik. Gondoltam, egy életem, egy halálom, elkészítem ezt a gyémántot, és még az sem baj, ha nem csak egy lesz belőle! Ezt egy egyszerű keksztésztából kiviteleztem, gyorsan összedobható, és az édes mázzal a tetején, igazi csemege. Ettől garantáltan mindenki lenyugszik Buddha-üzemmódba."
- A budapesti Vigadó téri Columbus étteremhajón (Columbus Étterem és Pub) tematikus rendezvények keretében: "Rejtő Jenő Best of"[305]
- Cserna-Szabó András 2004-es gasztrokötete: Levin körút. Hasnovellák, gasztroesszék,[306] utalással Rejtő Jenő légiós szakácsára, a nagy Levinre.
- Dési János újságíró Nagy Levin (utalás A három testőr Afrikában ínyenc, szakácszseni légiósára: a nagy Levin Archiválva 2017. november 7-i dátummal a Wayback Machine-ben) álnéven írt kocsma- és vendéglőkritikákat az ezredforduló táján.
- Fehér Béla író Szilvakék paradicsom című tárcarovata 2009–2011-ben a Magyar Nemzetben (utalással Rejtő A 14 karátos autójának "szolid, polgári hely"-ére)
- Cserna-Szabó András eszmefuttatása a Magyar Konyhában (2014): "Kétszáz étel ábránd" P. Howard és a nagy Levin szakácskönyve[307]

### Kártya, játék, bélyeg, rejtvény
- Amatőr rajzokkal ellátott, saját játékszabállyal rendelkező, egész paklira való játékkártya (évszám ismeretlen – rendszerváltás körüli?), zömmel Rejtő által kitalált figurákkal: "Koszos Fred"
- Születésének 100. évfordulójára, 2005. tavaszán a Magyar Posta Rejtő Jenő-emlékbélyeget bocsátott ki (Jeles magyarok IV., tervezője Dudás László)
- Piszkos Fred a kapitány. Az alvilág blöff- és stratégiai játéka (Gémklub, 2010) – kártyás/táblás stratégiai társasjáték (részben "piszkos trükk", "piszkos húzás" is megengedett...) Archiválva 2016. július 1-i dátummal a Wayback Machine-ben
- Rejtő Jenő-szókereső: az "ábrában olyan szavakat kell megtalálni és kihúzni, amelyek Rejtő Jenő műveihez köthetők. Ezek személynevek, becenevek, gúnynevek, de helyszín és tárgy is van köztük, mind ismerős lehet a Rejtő regények szerelmeseinek. Ha minden szót megtaláltál, a le nem húzott betűkből Rejtő Jenő egyik regényének címe lesz összeolvasható."
- 2016 végén, felnőtt-játszótér Rejtő figurái ihlette szobrokból: "Régóta tervezi Kő Boldizsár grafikus, (...) hogy legyen Budapesten egy olyan játszótér, amelyet felnőttek is használhatnak, és (...) ne konvencionális játékelemekből álljon, hanem (...) a nevével fémjelzett mesekertek faragott, mozgatható szobraiból. Az így születő új kert játékait Rejtő Jenő figurái ihlették, és Csepelen lesz kiállítva december elejétől."[308]

### Idegenlégió, katonaság, bűnözés, késelés, matrózok, farkasember

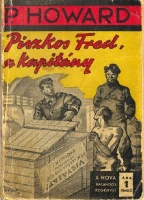
A Piszkos Fred, a kapitány első kiadása, 1940

- "Hat és fél éve a francia idegenlégió katonája a 28 éves kapolyi Péter Zoltán. (...) a falu egyik legrosszabb gyereke volt (...) a nyolcadik után kőolajbányásznak készült a nagykanizsai szakközépiskolában (...) – A katonai szolgálat után (...) döntöttem el, hogy megvalósítom régi álmomat és belépek a francia idegenlégióba. (...) Péter Zoltán olajbányászati tankönyvek helyett Rejtő Jenőt olvasott."[309]
- "Aki annak idején olvasta és szerette P. Howardot (Rejtő Jenőt), bizonyára emlékszik egyik regényalakjára, XIII. Pác Pencroft Tivadarra, a betörőre, akit minden „akció" után valami baleset ért. (...) Aki azt hiszi, hogy Rejtőt túlságosan elragadta a fantáziája Pác Pencroft figurájának megteremtésekor, alaposan téved. Olvasom a minap, hogy milyen egyszerűen kaptak el egy betörőt Németországban. A huszonéves bűnöző (...) elvágta a kezét, miközben betörte egy számítástechnikai bolt kirakatát. (...) A nyomozókutya a vérnyomok alapján először egy közeli lakásba vezette a rendőröket, majd onnan a kórházba, ahol rá is bukkantak a sürgősségi osztályon éppen sorára váró és igencsak meglepett tolvajra."[310]
- Egy magyar hosszújáratú tengerészkapitánnyal készült interjúból tudható, hogy "gazdasági tisztként szolgáltam. (...) Rengeteg kikötőben megfordultunk. (...) Az is a feladatom volt – mivel a legénység akkoriban a fizetése felét annak az országnak a valutájában kapta, ahol kikötöttünk –, hogy leadjam az ügynökségünknek, ki hány nap munkabérét szeretné elverni valamelyik kikötőben. Persze, ha a kapitány rábólintott. – Az embernek a kikötőkről azonnal Rejtő Jenő regényei jutnak az eszébe. Mennyire igaz, hogy minden kikötőben van olyan kocsma, ahol nyolc után az úri közönség verekszik? – Abszolút. Higgye el, sok rossz lebujt láttam már életemben Marseille-től Bejrútig. Tudja, fiatalabb koromban nem szaladtam el egy verekedés elől."[311]
- Egy zempléni településről szóló helyszíni riportból tudható, hogy "a falu nevezetessége maga Hugya Lajos", jellemzője, hogy "a vadember utál fényképezkedni". Otthonában rengeteg "könyvet látok egymás hegyén-hátán a konyhaszekrényben. – Szeretek olvasni, gyűjtöm is a könyvet. Kedvencem a Rejtő Jenő. Persze ennél sokkal több könyvem volt, csak egyszer beázott a ház, aztán valami kiszáradt, valami meg ment a kukába. Legutóbb például a Vérfarkast kaptam. Izgalmas, érdekes, és abból fel is szedtem a vérfarkas morgását (...) És hogy kétségeink ne maradjanak, morog nekünk is."[312]
- Rejtő Jenő vígjátékait elítéltek adták elő a Csillagbörtön színpadán Archiválva 2017. november 7-i dátummal a Wayback Machine-ben (2010. ápr. 9.): "A színdarabok bemutatójára meghívást kaptak Szeged szociális intézetének dolgozói, civilek és a fogvatartottak hozzátartozói. A vidám délelőtt után a vígjátékokban szereplő elítéltek találkozhattak kapcsolattartóikkal."
- Véres verekedés a kalocsai éjszakában: "Rejtő Jenő regényeibe illő verekedés helyszíne volt szerda éjjel egy kalocsai kocsma. Fülig Jimmy ugyan nem osztotta a pofonokat, de egy törött pohárral majdnem fülig hasították egy férfi arcát. A balkáni balhé “szájkaratéval” kezdődött a pultnál, majd hamarosan átváltottak a vitázók tettlegességbe..."
- Az On the Spot televíziós műsor mélyenszántó helyszíni jelentései kapcsán fölmerül, hogy "– Kicsit úgy hangzik ez, mint Rejtő Jenő valamelyik története… – Van benne egy kis Rejtő, igen. Rejtővel egyébként vigyázni kell, mert a Francia Idegenlégióban, ahol egyébként valóban egy csomó Rejtő-szerű figura szolgál, gyűlölik, ha a Rejtő-analógiával jössz, ki ne ejtsd a szádon Rejtő nevét! – Rendben, nem ejtem ki."[313]

- Kolumbiában kelt életre Rejtő Jenő felejthetetlen figurája, videó (csak 18 éven felülieknek!): "– Uram! A késemért jöttem! – Hol hagyta? – Valami matrózban. E párbeszéddel kezdődik Rejtő Jenő 1940-ben írt regénye, a Piszkos Fred, a kapitány. A vicces jelenet most véres valóssággá vált. Csak a helyszín változott, kikötői kocsma helyett egy kolumbiai kórház vizsgálójában járunk. Hogy hogyan került a jókora kés a fiatal férfi hátába, arról nincs hír. Reméljük, az orvosoknak sikerült gond nélkül eltávolítaniuk!"
- Ausztráliában felidézték Rejtő Jenő szellemét (–Uram! A késemért jöttem! –Hol hagyta? –Valami matrózban.): "Történt ugyanis, hogy egy 27 éves férfi részegen összeszólalkozott egy 20 éves haverjával egy kocsmában, aminek következtében kidobták őket a helyről. Kint is folytatták a dulakodást, aminek az lett a vége, hogy a fiatalabb férfi hátba szúrta idősebb társát, őt viszont ez olyannyira nem hatotta meg, hogy késsel a hátában visszament a kocsmába és rendelt még egy sört, megitta, aztán saját lábán elment a legközelebbi kórházba."
- Kálmánfi Gábor: A tíz (per kettő) legkatonásabb Rejtő-poén, ismeretterjesztő cikk a Honvédelmi Minisztérium honlapján (2016)[314]

### Sport, hajózás
- A tatai olimpiai faluban, az 1948-as olimpia előtti edzőtáborban "megdicsérjük a tábor kulturális vezetőit, akik mindent elkövetnek, hogy a magyar sportot ne csak külsőleg formálják át, hanem egészen új, felvilágosultabb, kollektív szellemben nevelt versenyzőgárdát hozzanak össze" (...) "A tábor minden kultúrmegnyilvánulása (...) javít és tanít. Minden felvilágosítást megad, amit a népi demokrácia gyermekének tudnia kell. (...) nem falra hányt borsóként hat, ha a sportolónak nemcsak a testi edzésével, hanem a lelki előkészítésével is foglalkoznak. Például megnyílt a könyvtár a táborban." (...) Az "olimpiai versenyzők vártak a könyvekért, pedig a limonádét, a giccset száműzték" (...) "Este, amikor végigjártuk a szobákat, még mindenütt olvastak. Az ökölvívóknál nem a régi ponyvaregényeket, nem a Piszkos Fred és társairól szóló füzeteket lapozgatták, hanem (...) komoly regényeket és tanulmányokat, a magyar, orosz és más haladószellemű külföldi írók műveit. Reggel pedig az étkezésnél két ökölvívó, civilben ifjúmunkás között vita folyt a kapitalizmus és az imperializmus viszonyáról."[315]
- Az 1968-as mexikóvárosi olimpia helyszínén, a nyári játékok megkezdése előtt: "Török Ferenc dr., olimpiai öttusa-bajnokunk ott ült a reggeli fényekben sütkérezve, a szállásuk előtti járda szegélyén és szemmel láthatóan nagyszerűen szórakozott. Jóízűen fel-felkacagott, nagy élvezettel olvasta a térdére fektetett Rejtő Jenő könyvet..."[316]
- Szekszárd apropóján: "néhány kilométerre, a Duna közelében hatalmas munka folyik: megépítik a Sió-torkolati művet, amely jelentős változásokat hoz majd a megye életében", (...) "utunk során a következő leereszkedő hajókkal találkoztunk: úszó nyaraló, kotróhajó, tanyahajó/úszó munkásszálló, valamint "egy csehszlovák lobogót viselő, 'Radzeer' nevű, farmotoros vitorlás" (vö. Piszkos Fred cirkálója).[317]
- Utalás az ideiglenesen átkeresztelt Radzeer cirkáló sajátos elnevezésére (lásd Piszkos Fred közbelép): "Csákberény persze vonzza a művészeket és a művészetkedvelőket is. Bizonyság rá, hogy a környéken olykor feltűnnek a filmesek, no és a 2014-ben alakult 'Na Mi Újság Wagner Úr?' Kulturális és Sportegyesület is folyamatosan igyekszik gazdagítani a települést." (Kaos uralkodik a metrónál Archiválva 2017. január 4-i dátummal a Wayback Machine-ben)
- Prof. dr. Kollár Lajos sebész-érsebész hobbijairól szóló cikkben: "2013 óta a Magyar Vitorlás Szövetség elnöke. Rajong a Balatonért, és nem mellesleg a régi autókért. (...) 1958 óta minden nyarát a Balatonon töltötte, (...) vitorlázással. (...) Az első saját tulajdonú hajója vicces 'Maugli – Na, mi újság Wágner úr?' nevű kalóz volt, amit saját kezűleg újított fel." (Egy sebészprofesszor szerelmei)
- Interjú Szilágyi Áron (1990) olimpiai bajnok kardvívóval: " – Miket olvasol? Van kedvenc könyved? – Mikor mit. Versenyek előtt – ugye most pont az volt aktuális – nagyon könnyű olvasmányokat, Rejtő Jenőket szoktam olvasni, de mivel már mindegyiket elolvastam háromszor, ezért most már valami újat kellett keresni." (2016. aug. 19.)[318]
- Gazdag József (Rév-Komárom, Szlovákia) írása Rejtőről: Aki megszakította nászútját egy futballmeccs miatt,[319] az 1937-es torinói olasz-magyar válogatott mérkőzés (2:0) kapcsán. Már akkor is a magyar foci mélyrepülésén kesergett Rejtő – cikket is írt róla "Szomorú vasárnap" címmel (Színházi Élet, 1937/19)[320]
- P. Howard vontatóhajó:[321] „Navigare necesse est, avagy, mese az ELŐRE állóhajóról”, a P. HOWARD vontatóhajó fedélzetén. (2015);[322] Fotó-túra a Dunán a P. Howard vontatóhajóval (2019)[323]

### Díj, kitüntetés
- 1999 óta Erzsébetváros díszpolgára[324] (elsőképp[325] a posztumusz kitüntetettek között)
- 2013 decemberében posztumusz Magyar Örökség díjjal tüntették ki
- 2016. október 7.: "Karakterre Fizetett Közszolgák Rejtő Jenő Vándorkupája" – a bonyolított sejtelmességbe oltott túlfogalmazás zavarosából (krézigránáttal) kihalászva... (Világos?!? 2016 – Itt vannak a legérthetetlenebb magyar szövegek cikk nyomán)

### Külföldön, idegen nyelven
- A Piszkos Fred első sorai latinul: – Domine, veni pro cultro meo! – Ubi illum relinquisti? – In nauta aliquo. (Jankovits László fordításában)
- Egy svéd honlapon a Famous Hungarians (2012) keretében Rejtő a 6 legismertebb magyar között! (Bíró László, Jedlik Ányos, Irinyi János, Puskás Öcsi, Rubik Ernő társaságában)

### Politikusok, Magyar Országgyűlés (Parlament)[326]
- 1966. ápr. 1., MSZMP Eger Városi Bizottsága, A tanulók világnézeti nevelése érdekében végzett pártmunka tapasztalatai: "Az ifjúsággal együtt kell élni és a véleményét ismerni, és minden kérdést ismertetni velünk. Tudom ez nem könnyű kérdés. Nem mai téma, hogy az ifjúságnak más eszméi vannak, mint az öregeknek. Mióta gyermek van ez mindig is így volt. El kell érni, hogy azt válassza a gyermek példaképül, akiket mi is példaképnek tartunk. Egy példa: a Rejtő Jenő regények ronggyá vannak olvasva, a szovjet hősökről szóló regényeket pedig nem olvassák." (dr. Lendvai Vilmos hozzászólása, Végrehajtó bizottsági ülés jegyzőkönyve, 1966. IV. 1., 4. old.)
- 1974. szept. 21., Király István (irodalomtörténész, akadémikus, országgyűlési képviselő, a korszak egyik legbefolyásosabb kultúrpolitikusa) naplójából: "...beszéltem Aczéllal. Elmondja, hogy Czine megint a kultúrpolitikát támadta, Rejtőt szidta, mondván: Berkesitől nem előre, hanem hátraléptünk, Berkesitől visszafele visz az út Rejtőhöz.", szept. 26.: "Este Aczél jött. Czine ellen beszélt, beszédéről a Hazafias Népfront értekezletén, ahol felszólalt a kulturális politika ellen, mondván Berkesitől eljutottunk Rejtőhöz, de nem a jó irodalomhoz, s hogy a magyar nép történelmi tudata soha nem volt olyan alacsony szinten, mint ma van."[327]
- 2000. márc. 22., Parlament, Rozgonyi Ernő (MIÉP): "A kórházak megszüntetésével, átprofilírozásával elértük azt, hogy Rejtő Jenő-i – alias P. Howard – fordulatokat él át vagy élhet át egy beteg, amikor fél Magyarországon keresztül szállítják, mire orvos elé kerül. Így jó ez, ugye? Hiszen ha a szállítás közben meghal, legalább nincs vele több gond. Ez nem reform, hölgyeim és uraim, ez cinizmus, méghozzá a javából!"[328]
- 2001. szept. 5., Parlament, Horváth Balázs (MDF): "Pontosan ezért értek messzemenőkig egyet a miniszteri expozéval, mert a törvényjavaslat szakmai aspektusból megközelítve önmagáról beszél, természetesen akkor, ha valaki figyelmesen és összefüggéseiben vizsgálva olvassa el – nem Rejtő Jenőt olvas az ember ilyenkor –, és azért volt szerintem elfogadható és jó a miniszteri expozé, mert arról az összefüggésrendszerről beszélt egyrészt, amelybe kell helyezni e törvényjavaslatot elfogadása során, másrészt pedig kitért egy olyan rendkívül lényeges kérdésre, amelyről én is fogok néhány mondatot ejteni, persze indirekt módon, a költségvetési vonzatról és a személyi háttérről, a szervezeti háttérről."[329]
- 2003. márc. 11., Parlament, Weszelovszky Zoltán (Fidesz) "Tisztelt Ház! Bizonyára ismerik Rejtő Jenő híres hősét, Piszkos Fred kapitányt: ő, ha valakitől el akarta rettenteni a társakat, addig dicsérgette, addig szeretgette, míg sikeresen megutáltatta az illetőt. Ez az úgynevezett Piszkos Fred-effektus. Talán okulni kellene belőle."[330]
- 2003. jún. 2., Parlament, Szabó Zoltán (MSZP): "Tisztelt Ház! Rejtő Jenő Az elátkozott part című regényében Csülök úgy jellemzi Tuskó Hopkinst: ez az ember a hidegvérű pimaszság ólomsúlyú világrekordere. Azt gondolom, Csülök azért ragadtatta magát ilyen kifejezésre Tuskó Hopkinsszal kapcsolatban, mert ezt a felszólalást nem hallotta. Köszönöm szépen."[331]
- 2009. jan. 29., Parlament, Gusztos Péter (SZDSZ): "Félretéve azt az egyébként egyáltalán nem elhanyagolható kérdést, hogy mekkora bajban lenne hazánk, ha ennek, a komolyságában Rejtő Jenő láthatatlan légiójával vetekedő alakulatnak kellene megvédenie a magyar hont, számos kérdés merül fel azokban a magyarokban, akik értéknek tartják a jogállamiságot, és akik nem tartják megnyugtatónak, ha hazájukban szélsőséges politikai erők félkatonai alakulatot, alakulatokat hozhatnak létre. "[332]
- 2011. szept. 27., Parlament, Bánki Erik (Fidesz), turizmus világnapja kapcsán: "Tisztelt Ház! A mögöttünk hagyott esztendő számos sikert hozott a turizmus terén. Nem elégedhetünk meg azonban ennyivel, bár Rejtő Jenő szerint a kíváncsi turista olyan, mint a szerelmes férj, mindent elhisz, és semmit nem lát."[333]
- Nyitrai Zsolt országgyűlési képviselő (Fidesz): "Nagyon büszke vagyok a többkötetnyi Rejtő Jenő-gyűjteményemre, ezek között első kiadások is vannak a Nova kiadótól. Aki otthon van a témában, tudja, öröm, mikor ráakadunk egy-egy példányra.";[334] vagyonnyilatkozati közzététel: "Gyűjtemény: Bethlen István két levele, Andrássy Gyula 3 levele, Széll Kálmán 2 levele, öt antik óra, Rejtő Jenő 15 művének első kiadása, Eger metszete a XVII. századból, Angol edzéstervek a labdarúgásban című könyv Sebes Gusztáv jegyzeteivel, Rákossy Béla altábornagy repülős dísztőre".[335]
- 2015. jún. 15., Parlament, Ander Balázs (Jobbik): "Emlékezetes a Baranya megyei Gyöngyfa esete, ahol a falu 36 közmunkása fél éven keresztül pucolt egy háromszáz méter hosszú árkot, mert nem akadt értelmes munka a környéken. Igen, ha a polgármester nem akar vagy nem mer konfrontálódni, nem tud normális célt adni, akkor a megyénkben is találkozni olyasféle jelenséggel, amiről Rejtő Jenő A három testőr Afrikában című legendás regényében olvashatunk."[336]
- 2016. ápr. 12., Parlament, Sallai R. Benedek (LMP): "Kérem szépen, hogyha valami helytelen intézkedés, akkor nemhogy nem sikerül meggyőzni, nem is lenne szabad, hogy meggyőzzék, mert ez egy propagandatéma. Ugye, Rejtő Jenő azt írta, hogy a propaganda az, amikor előre megmondják, hogy minek fogunk örülni. Először meg kellett volna teremteni a feltételeit, és nem lett volna szabad meggyőzni."[337]
- 2017. júl., Senki Alfonz Ukrajnában – eszmefuttatás Miheil Szaakasvili, volt grúz elnök, majd ukrajnai (Odessza) kormányzó kapcsán: "Rejtő Jenő halhatatlan hőse Senki Alfonz arról (is) híres volt, hogy állítólag az összes országból kitiltották már és csak a legnagyobb titokban tartózkodhatott a Földön. (...) Azért idézem ezt a rejtői figurát, mert olvasom a sajtóban, hogy Miheil Szaakasvilit, Porosenko elnök saját kezűleg megfosztotta ukrán állampolgárságától. Sajnálatos módon azonban Szaakasvilit már korábban megfosztották grúz állampolgárságától is, így jutott Senki Alfonz sorsára."[338]

### Egyéb
- Rejtő Jenő számos művének készült el a rovásírásos változata, lásd Piszkos Fred, a kapitány,[339] Az elveszett cirkáló, A tizennégy karátos autó,[340] A boszorkánymester,[341] A szőke ciklon.[342]
- "1996 óta létezik a földön szagos, ízes adás. (...) A találmány Mc Egg angol fizikus érdeme, de az olimpiai szag közvetítése a magyar szakembereket is komoly feladat elé állította. A tudósok tanácsa úgy döntött, nem lenne célszerű a birkózószőnyegről, az uszodából, esetleg a futballcipőkről műsort közvetíteni. Így a szagofonokat özv. Húsos Rezsőné lacikonyhájában állították fel, ahonnan non-stop szagadás van az olimpia alatt. (...) Már csak fel kell lőni a holdat. (...) Cél a Ferihegyi Űrkísérleti Laboratórium. (...) A holdat SZTROVACSEK 1-nek kereszteltük."[343] (Utalással Rejtő regényalakja, Wagner úr gyakori szófordulatára, a szinte mindent helyettesítő "sztrovacsek" kifejezésre.)
- Bájos elírás egy 1974-es doktori értekezésben (A szakközépiskolai műszaki rajz-tanítás alapvető problémái a szakfelügyeleti munka tükrében, 143. old.):[344] "A falitábla-anyag is több iskolában elavult, néhol nem szabványos ábrákat tartalmazó falitáblák is vannak a falon (Rejtő Jenő Textilipari Szakközépiskola, Győr)." T.i. Rejtő Sándor Textilipari Szakközépiskola helyett (még a műszakirajz-szakfelügyelőnek is Rejtő Jenő ugrik be akaratlanul...).
- Az Agrárjövő: biotrágya és biopeszticid? c. mezőgazdasági szakcikkben (műtrágyákkal és szintetikus növényvédő szerekkel tönkretett talajok problémaköre) történik hivatkozás az íróra: "a súlyos talajgondok ellenére igen távol állunk még a globális összeomlástól, de Rejtő Jenő-féle poén alapján – a megnyugtató szóra azonnal kitör a pánik – a világ közvéleményében is a vad katasztrófa- és összeesküvés-elméletek kaptak lábra".[345]
- 2015. nov. 13-án megalakul a Kárpát-medencei Tehetséggondozó Nonprofit Kft. (KMTG).[346] Felügyelete alá tartozik az Előretolt Helyőrség Íróakadémia, szakmai vezetője az erdélyi származású Orbán János Dénes (egykoron az Előretolt Helyőrség c. kolozsvári irodalmi lap főszerkesztője), utalással Rejtő regényére. "A Kárpát-medencei Tehetséggondozó Nonprofit Kft. első nagyszabású tehetségkutató és -gondozó projektje Rejtő Jenő Az előretolt helyőrség című kultkönyvének nevét viseli, melynek költő-hőse, Troppauer Hümér öklével küzdött az irodalomért. Fontos megemlíteni azt is, hogy ezt a nevet választotta magának az 1994-ben, Kolozsváron indult mozgalom is, mely – a kisebbségi körülmények ellenére – a Kárpát-medence egyedi és egyik leghatékonyabb tehetséggondozó irodalmi műhelyévé nőtte ki magát."[347]
- Pék Sándor elmélkedése a Magyar Kurír katolikus hírportálon (Élet a halál után?, 2016. november 5., évközi 32. vasárnap – Gondolatok az evangéliumhoz), hivatkozással Rejtő Jenő – átigazított szövegű – Sír (a) feliratára: az isteni közösségre áhítozó lélek vágya végül egy "lényegi kérdésbe is elvezet bennünket, abba, hogy személy szerint vágyok-e az örök életre. Mert ez a vágy (...) az életet átalakítja, és ez az átalakulás maga az élet. Erre érzett rá Rejtő Jenő, amikor előre megírta sírfeliratát."
- Egy – teljességre törő – felolvasott műveket, ill. hangoskönyveket lajstromozó gyűjteményben (2013) a katalógus tanúsága szerint a legtöbb hangzómű Rejtő Jenőtől található (közel 50 művel).[348]
- A Magyar Elektronikus Könyvtár (OSZK–MEK) 2020 februári sikerlistája[349] szerint a közel 20 ezernyi elérhető mű találati listájában a különféle Rejtő Jenő-kiadások (hangosköny, szövegkiadás, hasonmás) szignifikánsan dominálnak. Az első 100 mű mintegy háromnegyede az író alkotásaiból kerül ki.[350]
- "Az Európai Fajmegőrzési Program döntése alapján a Nyíregyházi Állatparkból a Szegedi Vadasparkba helyezték át az első Magyarországon született indiai páncélos rinocéroszt (Rhinoceros unicornis). A Csülök névre keresztelt, 2018 szeptemberében született, jelenleg közel egy tonna súlyú bikaborjú Orbán Viktor miniszterelnöktől kapta a nevét."[351]
- A Wikipedia újraírt Rejtő-szócikkéről (2016 nyara), Rácz András: Legendák helyett tények

## Főbb művei

### Kisponyvák, füzetes könyvek, tízfilléres regények (egy kivételével saját nevén)
- 1932
  - Rejtő Jenő: A párisi front; in: Nyíl [regényújság], 1932/30., júl. 28., 61. sz. regény
  - 2. kiadása – Rejtő Jenő: A párisi front; [Románia], 1937? [kalózkiadás, kiadói adatok ismeretlenek]
- 1934
  - Rejtő Jenő: El a pokolból!; Literária Kiadóvállalat Kft., Budapest, 1934; 62 o. (Világvárosi regények, 109.)
- 1935
  - Rejtő Jenő: Gyilkos?!; Literária, Budapest, 1935; 64 o. (Világvárosi regények, 185.)
  - Rejtő Jenő: Halálsziget; Literária, Budapest, 1935; 64 o. (Világvárosi regények, 209.)
- 1936
  - Rejtő Jenő: Vissza a pokolba!; Literária, Budapest, 1936; 64 o. (Világvárosi regények, 297.)
  - Rejtő Jenő: Vér és mahagóni; Literária, Budapest, 1936; 64 o. (Világvárosi regények, 334.)
- 1937
  - Rejtő Jenő: Akik életet cseréltek; Literária, Budapest, 1937; 64 o. (Világvárosi regények, 361.)
  - Rejtő Jenő: Trópusi pokol; Literária, Budapest, 1937; 64 o. (Világvárosi regények, 401.)
  - Rejtő Jenő: Jó üzlet a halál; Literária, Budapest, 1937; 63 o. (Világvárosi regények, 447.)
    - Megjegyzés: 1957-ben Szép kis üzlet! megváltoztatott címmel, megcsonkított és átírt változatban adták ki a Vasárnapi Regények sorozatban

  - Rejtő Jenő: Minden jó, ha vége van; Literária, Budapest, 1937; 63 o. (Világvárosi regények, 455.)
- 1938
  - Rejtő Jenő: Legény a talpán (Egy vén tengerész fecsegése); Literária, Budapest, 1938; 63 o. (Világvárosi regények, 490.)
  - Rejtő Jenő: Az elsikkasztott pénztáros; Literária, Budapest, 1938; 63 o. (Világvárosi regények, 498.)
  - Rejtő Jenő: A fekete kapitány; Literária, Budapest, 1938; 63 o. (Világvárosi regények, 518.)
  - Rejtő Jenő: Az úr a pokolban is úr; Literária, Budapest, 63 o. (Világvárosi regények, 539.)
  - Rejtő Jenő: A drótnélküli gyilkosság; Literária, Budapest, 1938; 63 o. (Világvárosi regények, 548.)
  - Rejtő Jenő: A Halál fia; Literária, Budapest, 1938; 63 o. (Világvárosi regények, 587.)
- 1939
  - Rejtő Jenő: Vikend a pokolban; Literária, Budapest, 1939; 63 o. (Világvárosi regények, 603.)
  - Rejtő Jenő: A sárga garnizon; Literária, Budapest, 1939; 63 o. (Világvárosi regények, 613.)
  - Rejtő Jenő: Pipacs, a fenegyerek; Literária, Budapest, 1939; 63 o. (Világvárosi regények, 639.)
  - Rejtő Jenő: Az ellopott század; Literária, Budapest, 1939; 63 o. (Világvárosi regények, 643.)
- 1940
  - Rejtő Jenő: Járőr a Szaharában; Literária, Budapest, 1940; 31 o. (Világvárosi regények, 777.)
- 1941
  - P. Howard: A detektív, a cow-boy és a légió; in: Színházi Magazin melléklete, 1941/16, 15 o.
    - Megjegyzés: rövidebb szövegváltozat
- 1942
  - P. Howard: A detektív, a cow-boy és a légió; Aurora, Budapest, 1942; 48 o.
- 2015 (1942 k.)
  - Rejtő Jenő/P. Howard: Konzílium az őserdőben; sajtó alá rend. Szilágyi Zsófia Júlia; in: Az ellopott tragédia. Rejtő Jenő-emlékkötet; PIM–Infopoly, Budapest, 2015; 292-328. o.
    - Megjegyzés: 3 változatban közreadva, hasonmás oldalakkal, 1942 k.
- 2016 (1942 k.)
  - Rejtő Jenő/P. Howard: Konzílium az őserdőben; in: A megtalált tragédia. Rejtő Jenő emlékére; Szépmíves–PIM, Budapest, 2016; 263-291. o.
    - Megjegyzés: az előző évben közreadott 3 változat közül a leghosszabb, hasonmás oldalakkal, 1942 k.
- 2017 (1935 k.)
  - Rejtő Jenő: Tatjána; Szépmíves, Budapest, 2017, 200 old. (TranszLiteratúra, 1.); sajtó alá rendezte, szerkesztette, utószó: Thuróczy Gergely
    - Megjegyzés: az eredeti kéziratból vett hasonmás oldalakkal, ill. közreadott szövegváltozatokkal, 1935 k.

  - Rejtő Jenő/P. Howard: Konzílium az őserdőben; Szépmíves, Budapest, 2017, 200 old. (TranszLiteratúra, 2.); sajtó alá rendezte, szerkesztette, utószó: Thuróczy Gergely
    - Megjegyzés: 3 változatban közreadva, negyedikként az egyik verzió Rejtő kéziratos javításait nem tartalmazó ("tiszta") gépirat hasonmása, 1942 k.

### Regények, pengős könyvek, útirajz
Rejtő Jenő többnyire álneveken írta pengős könyveit, és idegen nyelvből is ültetett át könyveket, viszont egynémely regényét csak névleg "fordította", ugyanakkor álnév (Howard) és saját név élete vége felé már együtt szerepelt a kiadványokon… Ennek fényében a kötetekben szereplő megannyi névalakot szerepeltetjük.
- 1936
  - P. Howard: A pokol zsoldosai, fordította Rejtő Jenő; Nova, Budapest, 1936; 203 o.; A Nova kalandos regényei, 26.
    - Megjegyzés: az „eredeti”, hibás helyesírású angol cím megadásával: Thel hel’s soldiers (sic!)
- 1937
  - P. Howard: Menni, vagy meghalni, fordította Rejtő Jenő; Nova, Budapest, 1937; 191 o.; A Nova kalandos regényei, 52.
- 1938
  - P. Howard: A fehér folt; Nova, Budapest, 1938; 191 o.; A Nova kalandos regényei, 68.
  - P. Howard: Az elveszett cirkáló, fordította Rejtő Jenő; Nova, Budapest, 1938; 190 o.; A Nova kalandos regényei, 72.
- 1939
  - P. Howard: A szőke ciklon; Nova, Budapest, 1939; 192 o.; A Nova kalandos regényei, 81.
  - P. Howard: Bradley Tamás visszaüt; Nova, Budapest, 1939; 185, o.; A Nova kalandos regényei, 88.
  - Gibson Lavery: A Nevada szelleme; Nova, Budapest, 1939; 191 o.; A Nova kalandos regényei, 89.
  - P. Howard: Az előretólt helyőrség; Nova, Budapest, 1939; 192 o.; A Nova kalandos regényei, 93.
  - Gibson Lavery: Pokol a hegyek között; Nova, Budapest, 1939; 192 o.; A Nova kalandos regényei, 94.
  - P. Howard: A láthatatlan légió; Nova, Budapest, 1939; 192 o.; A Nova kalandos regényei, 96.
  - Gibson Lavery: Texas Bill, a fenegyerek; Nova, Budapest, 1939; 191 o.; A Nova kalandos regényei, 99.
- 1940
  - P. Howard: Vesztegzár a Grand Hotelben; Nova, Budapest, 1940; 192 o.; A Nova kalandos regényei, 101.
  - P. Howard: Az „Elátkozott part”; Nova, Budapest, 1940; 192 o.; A Nova kalandos regényei, 105.
  - P. Howard: Piszkos Fred, a kapitány; Nova, Budapest, 1940; 192 o.; A Nova kalandos regényei, 116.
  - Gibson Lavery: Tigrisvér; Nova, Budapest, 1940; 192 o.; A Nova kalandos regényei, 118.
  - P. Howard: A három testőr Afrikában; Nova, Budapest, 1940; 192 o.; A Nova kalandos regényei, 119.
  - P. Howard: A 14 karátos autó, regény; Nova, Budapest, 1940; 208 o.; A Nova kalandos regényei, 125.
- 1941
  - Gibson Lavery: Nincs kegyelem; Nova, Budapest, 1941; 158 o.; A Nova kalandos regényei, 128.
  - P. Howard: A csontbrigád, regény; Nova, Budapest, 1941; 239 o.; A Nova kalandos regényei, 129.
  - P. Howard–Rejtő Jenő: Az ellopott futár; Csillag, Csillaghegy, 1941; 192 o.
  - P. Howard–Rejtő: Piszkos Fred közbelép… (Fülig Jimmy őszinte sajnálatára). Írta: P. Howard (Rejtő); Aurora Könyvkiadó Vállalat, Budapest, 1941; 223 o.

#### Posztumusz közreadások
- 1943
  - Rejtő Jenő (Howard): A megkerült cirkáló; Soóky Könyvkiadó, Budapest, 1943; 174 o.
- 1967
  - Rejtő Jenő: Az utolsó szó jogán; sajtó alá rend. Révai Gyula, előszó Hegedüs Géza; Magvető, Budapest, 1967; 225 o.
- 1969
  - Rejtő Jenő (P. Howard): Egy bolond száz bajt csinál; Magvető, Budapest, 1969; 150 o.; Albatrosz Könyvek
  - Rejtő Jenő (P. Howard): A néma revolverek városa; Magvető, Budapest, 1969; 252 o.; Albatrosz Könyvek
  - Rejtő Jenő (P. Howard): Ezen egy éjszaka; Magvető, Budapest, 1969; 297 o.; Albatrosz Könyvek
- 1970
  - Rejtő Jenő (P. Howard): A boszorkánymester; Magvető, Budapest, 1970; 218 o.; Albatrosz Könyvek
- 1986
  - Rejtő Jenő (P. Howard): Vanek úr Párizsban; sajtó alá rend. Révai Gyula, editor Bucsyné Gáspár Erzsébet; Népszava–Mikrovar, Budapest, 1986; 336 o.
- 1997
  - Rejtő Jenő: Megyek Párizsba, ahol még egyszer sem haldokoltam; szerk. Varga Katalin; Szukits, Szeged, 1997; 255 o.; Modern klasszikusok
- 2003
  - Rejtő Jenő: Bedekker csavargók számára; szerk. Varga Katalin; Szukits, Szeged, 2003; 197 o.; Modern klasszikusok
- 2018
  - Vanek úr Párizsban; Szépmíves, Budapest, 2018 (szövegvariáns)

### Légiósregények (P. Howard álnéven)
- A pokol zsoldosai (1936)
- Menni vagy meghalni (1937)
- A fehér folt (1938)
- Bradley Tamás visszaüt (1939)
- Az előretolt helyőrség (1939)
- A láthatatlan légió (1939)
- Az elátkozott part (1940)
- A három testőr Afrikában (1940)
- A tizennégy karátos autó (1940)
- Csontbrigád (1941)
- Vanek úr Párizsban (1942, megjelent: 1986)[352]

### Humoros és/vagy bűnügyi történetek (P. Howard álnéven)
- Az elveszett cirkáló (1938)
- A szőke ciklon (1939)
- Vesztegzár a Grand Hotelben (1940)
- Piszkos Fred, a kapitány (1940)
- Az ellopott futár (1941)
- Piszkos Fred közbelép... Fülig Jimmy őszinte sajnálatára (1941)
- A megkerült cirkáló (1943)
- Egy bolond száz bajt csinál (megj. 1969, Albatrosz Könyvek)[353]

### Pesti történetek (posztumusz kiadva)
- Ezen egy éjszaka (Kabos Gyulának ajánlva, megj. 1969, Albatrosz Könyvek)[354]
- A boszorkánymester (megj. 1970, Albatrosz Könyvek)[355]

### Westernregények (Gibson Lavery álnéven)
- A Nevada szelleme (1939)
- Pokol a hegyek között (1939)
- Texas Bill, a fenegyerek (1939)
- Tigrisvér (1940)
- Nincs kegyelem (1941)

### Westernregény (P. Howard álnéven, posztumusz kiadva)
- A Néma Revolverek Városa (megj. 1969, Albatrosz Könyvek)[356]

### Útirajz, novellák
- Megyek Párizsba, ahol még egyszer sem haldokoltam (posztumusz kiadva: 1997)[357]
- Bedekker csavargók számára (posztumusz kiadva: 2003)[358]
- Az utolsó szó jogán c. válogatás egyes novellái (1967)[359]
- Az ellopott tragédia. Rejtő Jenő-emlékkötet (2015) egyes darabjai, hagyatékból közölve[360]
- A megtalált tragédia. Rejtő Jenő emlékére (2016) c. kötet hagyatékból mintegy féltucat rövidebb lélegzetű művet (novella, újságcikk, színdarab-szinopszis) közöl[361]

### El nem készült művek
- Parancs, az parancs (A három testőr Afrikában folytatása lett volna)[362]

### Egyéb művek
Regényeken kívül írt színpadi jeleneteket, kabarétréfákat és operettszövegeket, színdarabokat és filmszinopszisokat is.
- Az utolsó szó jogán; Magvető, Budapest, 1967 (elbeszélés, filmnovella, vers)
- Tévedésből jelentik; Magvető, Budapest, 1988 (kabaréjelenetek, bohózatok)
- Légió mindhalálig. Elveszettnek hitt művek; Szépmíves, Budapest, 2018
- Fuss vagy fizess! Elveszettnek hitt művek / Fuss vagy fizess / Szerencsés utat; Szépmíves, Budapest, 2019 (operett-szövegkönyvek)

## Halálhíre
Hivatalos választávirat a család érdeklődésére; 1943. május 5.

## Műveinek idegen nyelvű fordításai, külföldi kiadványok, izraeli jelenlét
A fordíthatatlannak tartott írótól angol, bolgár, cseh, észt, finn, francia, héber (ivrit), litván, német, olasz, orosz, örmény, román, svéd, szerb, szlovák, török nyelven jelentek meg önálló kötetek, örményül pedig folytatásos lapközlés keretében. Valamint számos művét ültették át eszperantóra (ezek nagyobbrészt interneten érhetőek el, ill. gépiratos formában közkönyvtárakban – lásd Országos Idegennyelvű Könyvtár katalógusa).
Magyarul az alábbi országokban jelentek meg könyvei: Ausztria, Izrael, Jugoszlávia, Kanada, Románia, Svájc, Szlovákia, USA. Bővebben lásd Thuróczy Gergely: Rejtő Jenő külföldön megjelent magyar és idegen nyelvű könyveinek bibliográfiája (azóta jelent meg szerb nyelven is P. Hovard (sic!) neve alatt: Piszkos Fred, a kapitány – Kapetan Prljavi Fred, részlet a fordításból:).
Mindezeken fölül az interneten föllelhetők Rejtő műveinek rovásírással szedett változatai (lásd pl. Piszkos Fred, a kapitány)...
Az izraeli filléres ponyvát a Világvárosi Regények létrehozója, Faragó Miklós indította útjára (utóbb két fia, István és András vitték tovább a vállalkozást): még meg sem alakult hivatalosan Izrael állama, de már pesti történetek voltak kaphatóak Palesztinában... Faragó még Budapesten vette meg örökáron a műveket, így Izraelben először magyarul, majd újhéber (ivrit) fordításban is árusították őket – olykor csupán a szerző nevét és a címet fordították le, a borító azonban ugyanaz maradt, ám a magyar nyelvű másodkiadások új borítót-formátumot kaptak. A sorozat (Filléres regény, ill. utóbb Tollhegy: "Rövid történetek és csacsiságok hetilapja") Rejtő Jenő A halál fia c. kisregényével indult. A sikeres sorozat fölkeltette egy svájci magyar kivándorló figyelmét, így az 1950/60-as évek fordulóján egy ideig az alpesi országban is kaphatóak voltak Faragóék ponyvatörténetei. (Bővebben lásd: A Filléres regény és a Tollhegy. Magyar ponyva Budapesttől Tel-Avivig)

## Híres Rejtő-alakok
- Buzgó Mócsing, az igazi Trebitsch, részeges tengerész (nevét Rejtő valós személytől vette)[373]
- Fülig Jimmy szállásmester („fregattfőhadnagy”), majd első tiszt, egy ideig a Boldogság-sziget nevű állam uralkodója, rendszeresen naplót vezet, „helyesírása” (ami nem éppen helyes) messze földön híres. Meggyőződése, hogy a jómód és az ízlés legjobb kifejezője egy bőrkamásli és egy lornyett, mely mindenki más számára idétlen viselet. Összeférhetetlen Piszkos Freddel, az öreg kapitány rengetegszer becsapta, mégis sokszor összeállnak különböző alkalmakkor a haszon reményében, legyen az életmentő akció vagy csatahajólopás.
- Piszkos Fred, a »Kapitány«, egykori fregattkapitány, Fülig Jimmy örökös bajbakeverője. Mindig magánál hord egy hatalmas revolvert, öltözete egy hatalmas, hónaljban kissé bő nadrág, és egy elnyűtt kapitánysapka. Karvalyorrú és -körmű alak, aki pénzért bármire hajlandó, kivéve a mosakodást. Kétszínű, lelkivilágáról, ha van neki olyan, keveset tudni. Talán apja a Boldogság-szigetek trónörökösének, talán megmentett egy egész hajónyi embert is. A szingapúri alvilág mitikus alakja, a „Serény múmiák” klub tagja, ahova rajta kívül csak egy elvetemült bűnöző tartozik. Legendás tengeri medve, viszont a legdurvább kikötői jasszok is félreállnak, ha közeledik. Igaz, ha rejtőzködni kell, párját ritkítja ötletekben. Egy alkalommal a San Franciscó-i rendőrség alagsorában lakott, máskor egy poggyászban utazott a Honolulu Star óceánjárón. „Delhiben kilopta a háromezer éves Buddha rubin szemét, és egy sorompó piros üvegjelzőjével helyettesítette. Nagy botrány lett, mert amikor a Buddha belsejében fellobogott az örömtűz, az Isten szeme azt hunyorogta a hívők felé, hogy: Stop!... Stop!... Stop!”
- Senki Alfonz, Tuskó Hopkins és Csülök (John Fowler) három idegenlégiós, többször megmentették Franciaország becsületét.
- Potrien őrmester, Senki Alfonz, Tuskó Hopkins és Csülök ugratásainak állandó célpontja.
- Török Szultán (Boulanger úr), akinek valódi „barátsága” a mai napig kérdéses.
- Nagy Levin, akiről senki se sejti, hogy miért híres.
- Galamb (Jules Manfred Harrincourt), a törhetetlen légiós, aki meg akar halni (persze nem sikerül neki), egészen addig, amíg nem találkozik Magde Russellel, azután meg kell oldania barátaival a Szahara-vasút problémáját, sőt egy lázadást is le kell vernie.
- Troppauer Hümér: érzékeny lelkű, mindemellett bivalyerős költő. Költészete kevés megértésre talál környezetében.
- Wagner úr: Előéletéről keveset tudni. Valamikor a telegráf feltalálása előtt részegedett le, azóta szinten tartja magát. Egy hatalmas pofontól egyszer belezuhant egy kád zománcfestékbe, azóta kék szakállal járja a világot. Néha operarészleteket énekel, mindenkit Sztrovacseknek hív. Egy expedícióra az összes eszköz, amit magával vitt egy csokor száraz virág és egy kajütajtó volt.
- Gorcsev Iván: A tizennégy karátos autó című regényben tűnik fel. A legfiatalabb ember aki elnyeri a Nobel-díjat (kártyán), majd hamarosan el is veri, alkalmazza Vanek urat – az elmebeteg öreget – titkárnak. Egy légiós tábornok lányára hajt, hogy bizonyítsa rátermettségét az atya előtt, belép a légióba, ahol Vanek úr helyettesíti „egy kis időre”. Családi bonyodalmai végigkísérik a Vanek úr Párizsban című történetet.
- Vanek úr: Gorcsev Iván személyi titkára. Gorcsev Nizzában találkozott vele, mikor frissen meggazdagodva járta a várost. Vanek úr a kikötőmunkások gyülekezőhelyén álldogált, barna zakóruhában, fekete fürdőnadrágban és szalmakalapban, miközben vállára sárga frottírtörülközőt borított. Vanek úr gyorsan a magántitkára lett, útja hamarosan az idegenlégióba vezetett, ahol Ivánt helyettesítette. Becsületrenddel szerelt le, de nem tehetett róla.
- Hallgatag vagy Nyolcemeletes Drugics: Ő verte állba Wágner urat, aki ettől beleszédült a hajófestékbe. Melanie-t, a nyolcfokos festőlétrát mindenhová magával viszi. Bányász és robbantási szakértő volt régen, most az alvilágban páncélszekrény-robbantási szakértő. Ha a létra hatodik fokán támaszkodva énekel, akkor az nagyon magas fokú részegségre utal.

## Műveiből vagy életéről készült filmek
Összefoglaló áttekintésként lásd Szentpály Miklós: A ponyva dinamikája – Rejtő Jenő a filmvásznon
- A Sportszerelem (r. Kardos László és Farkas Zoltán, 1937) c. film szinopszisát Rejtő írta (tovább), ám az ő engedélye nélkül kezdték forgatni – nem is lett túlzottan sikeres.[374]
- Az Urilány szobát keres Archiválva 2018. január 4-i dátummal a Wayback Machine-ben[375] című film Rejtő (1936-os, Kulinyi Ernővel írott) színpadi zenés vígjátékának adaptációja, mely 1937-ben készült Zilahy Irén, Kabos Gyula és Somló István főszereplésével (r. Balogh Béla).
- A Pillanatnyi pénzzavar[376] (r. Martonffy Emil, 1938) és a Pepita kabát[377] (r. Martonffy Emil, 1940) filmek történetének megírásában is részt vett "négerként" – hivatalosan mások neve alatt futnak, Rejtő neve nem szerepel a stáblistán.
- Meztelen diplomata címen Palásthy György rendezte meg Vesztegzár a Grand Hotelben című regényének (erősen átírt) filmváltozatát (fekete-fehér, 1963).
- A fehér folt egyik cselekményszálát (a könyv felét) Férjhez menni tilos! címen Zsurzs Éva vitte vászonra (fekete-fehér, 1964).
- A halhatatlan légiós, akit csak Péhovardnak hívtak (r. Somló Tamás, 1970) c. film Rejtő utolsó heteit, napjait mutatja be munkaszolgálatosként. Haldoklása közben, látomásosan megjelennek az általa teremtett, halhatatlan figurák.
- A magyar kabaré levelező tagja (r. Bánki Iván, 1986)[378] c. televíziós film: zenés összeállítás Rejtő műveiből, önéletrajzi vonatkozású, ismeretlen levélrészletekkel.
- A három testőr Afrikában (r. Bujtor István, 1996).
- A fekete múmia átka címen Madarász István rendezte meg A detektív, a cowboy és a légió alapötlete nyomán – jelentős átigazítással – a tévéfilm-változatot (2015).
- A klasszikus regényből készülő Piszkos Fred a kapitány c. egész estés animációs mozifilm (rendező: Varsányi Ferenc, producer: Takó Sándor, kreatív producer: Kollarik Tamás) fejlesztése 2020-ban kezdődött meg a Nemzeti Filmintézet támogatásával.[379]

## Hangoskönyvben megjelent művei
- A tizennégy karátos autó (előadó: Rudolf Péter, Kossuth–Mojzer, 2006)
- Az elveszett cirkáló (előadó: Rudolf Péter, Kossuth–Mojzer, 2007)
- Az elveszett cirkáló (előadó: Kern András, Hungaroton, 2019)
- Pipacs, a fenegyerek; Az elsikkasztott pénztáros (előadó: Szikszai Rémusz, Kossuth–Mojzer, 2012)
- Piszkos Fred, a kapitány (előadó: Bodrogi Gyula, Kossuth–Mojzer, 2006)
- Piszkos Fred, a kapitány (előadó: Kern András, Hungaroton, 2017)
- Járőr a Szaharában; A halál fia (előadó: Reviczky Gábor, Kossuth–Mojzer, 2013)
- Vesztegzár a Grand Hotelben (előadó: Rudolf Péter, Kossuth–Mojzer, 2007)
- Vesztegzár a Grand Hotelben (előadó: Kern András, Hungaroton, 2018)
- Piszkos Fred közbelép (előadó: Rudolf Péter, Kossuth–Mojzer, 2017)
- Az elátkozott part (előadó: Gálvölgyi János, Kossuth, 2008)
- Az elátkozott part (előadó: Kern András, Hungaroton, 2019)
- Az elsikkasztott pénztáros; Pipacs, a fenegyerek (előadó: Szikszai Rémusz, Kossuth–Mojzer, 2012)
- A Láthatatlan Légió (előadó: Reviczky Gábor, Kossuth–Mojzer, 2019)
- A három testőr Afrikában (előadó: Reviczky Gábor, Kossuth–Mojzer, 2018)
- A három testőr Afrikában (előadó: Kern András, Hungaroton, 2017)
- A szőke ciklon (előadó: Kovács Patrícia, Kossuth–Mojzer, 2010)
- A szőke ciklon (előadó: Kern András, Hungaroton, 2018)
- A halál fia; Járőr a Szaharában (előadó: Reviczky Gábor, Kossuth–Mojzer, 2013)
- Az előretolt helyőrség (előadó: Reviczky Gábor, Kossuth–Mojzer, 2010)
- Vanek úr Párizsban (előadó: Benedek Miklós, Kossuth–Mojzer, 2011)
- A Néma Revolverek Városa (előadó: Rudolf Péter, Kossuth–Mojzer, 2009)
- Texas Bill, a fenegyerek (felolvasó: Varanyi Lajos)
- Az úr a pokolban is úr; A Sárga Garnizon (előadó: Reviczky Gábor, Kossuth–Mojzer, 2012)
- Menni vagy meghalni (előadó: Galambos Péter, Kossuth–Mojzer, 2010)
- Az ellopott futár (előadó: Kovács Patrícia, Kossuth–Mojzer, 2009)
- Víkend a pokolban
- Minden jó, ha vége van (előadó: Korompai Vali)
- Csontbrigád (előadó: Mácsai Pál, Kossuth–Mojzer, 2018)
- A Nevada szelleme (felolvasó: Búzási Béla)
- A sárga garnizon (felolvasó: Barna Emese)
- A fehér folt (felolvasó: Nagy Péter)
- A fehér folt (előadó: Galambos Péter, Kossuth–Mojzer, 2012)
- A megkerült cirkáló (előadó: Rudolf Péter, Kossuth–Mojzer, 2011)
- Jó üzlet a halál (felolvasó: Barna Emese)
- Pipacs, a fenegyerek (előadó: Engler József)
- A Sárga Garnizon; Az úr a pokolban is úr (előadó: Reviczky Gábor, Kossuth–Mojzer, 2012)
- Tigrisvér (felolvasó: Papp Noémi)
- Ezen egy éjszaka (előadó: Szoboszlai Éva)
- Egy bolond száz bajt csinál (előadó: Reviczky Gábor, Kossuth–Mojzer, 2011)

## Rádiójáték, rádiókabaré
- Szép kis üzlet (eredeti címe: Jó üzlet a halál). Bemutató: Kossuth Rádió, 1961. március 10. Rejtő Jenő regényét rádióra alkalmazta Bojár Iván, rendezte Varga Géza. Szereplők: Sinkovits Imre, Szegedi Szabó István
- Wagner úr és a többiek. Vidám műsor Rejtő Jenő írásaiból. Bemutató: Kossuth Rádió, 1968. január 27. Szerkesztő Dorogi Zsigmond, rendezte Cserés Miklós. Szereplők: Agárdi Gábor, Feleki Kamill, Greguss Zoltán, Kibédi Ervin, Latinovits Zoltán, Szabó Gyula, Verebes Károly.
- Barbara tejbár (zenés játék A detektív, a cowboy, és a légió nyomán). Bemutató: Kossuth Rádió, 1969. január 1. Rejtő Jenő kisregényéből írta Semsei Jenő, zene Tamássy Zdenkó, dramaturg és zenei rendező Ruitner Sándor, rendezte Bozó László. Szereplők: Bárdi György, Buss Gyula, Csákányi László, Domján Edit, Kibédi Ervin, Rajz János
- Kislemez: Részletek a Barbara tejbár zenés játékból (Domján Edit énekel, Qualiton, 1984, SEP 26682). 1. A kenyereslány dala, 2. A kenyereslány álma, 3. Szerelmi kettős; előadók: Buss Gyula, Domján Edit
- P. Howard visszatér és Piszkos Fred vele tart (rádiójáték, Rejtő Jenő/P. Howard művei alapján írta Vágó Péter), dramaturg: Asperján György, rend.: Csajági János, zene: Darvas Ferenc; bem. Petőfi Rádió, 1984. júl. 8.; megjelent nagylemezen: Hungaroton, Budapest, 1984, SLPX 13977 (55 perc)
- A detektív, a cowboy, és a légió. Rádióra alkalmazta Farkasházy Tivadar. Bemutatta: a Magyar Rádió Karinthy-színpada (1980)[380]
- Piszkos Fred, a kapitány; 15 részes rádiójáték Csizmadia Tibor rendezésében (2001)[381]
- Rejtő Jenő levelei és naplójegyzetei; rend. Simonyi János (Éjszakai Rádiószínház, 2003)
- Az elveszett cirkáló, rend. Vida Péter (2015, Kossuth Rádió, Rádiószínház)[382]
- A 14 karátos autó; 17 részben, rend. Tasnádi Márton (2016, Kossuth Rádió, Rádiószínház)
- Megyek Párizsba, ahol még egyszer sem haldokoltam; 10 részben, rend. Vida Péter (2017, Kossuth Rádió, Rádiószínház)
- Piszkos Fred, a kapitány; 10 részes rádiójáték, rend. Vida Péter (2017, Kossuth Rádió, Rádiószínház)
- A fekete kapitány; 4 részben, rend. Varga Zs. Csaba (2017, Kossuth Rádió, Rádiószínház)
- Piszkos Fred közbelép, Fülig Jimmy őszinte sajnálatára; Rejtő Jenő regényének rádióváltozata 16 részben; rend. Vida Péter (2018, Kossuth Rádió, Rádiószínház)
- Tatjána; 4 részben, rend. Varga Zs. Csaba (2018, Kossuth Rádió, Rádiószínház)
- Bedekker csavargók számára; 10 részben, rend. Vida Péter (2018, Kossuth Rádió, Rádiószínház)
- Az előretolt helyőrség; 10 részben, rend. Vajda István (2020, Kossuth Rádió, Rádiószínház)
- Ezen egy éjszaka; 20 részben, rend. Vida Péter (2021, Kossuth Rádió, Rádiószínház)
- Rejtő Jenő: A megkerült cirkáló; 10 részben, rend.: Vida Péter ( 2020, Kossuth Rádió, Rádiószínház)
- „Haláli” kisregények – válogatás Rejtő Jenő írásaiból; 20 részben, rend.: Vida Péter (2022, Kossuth Rádió, Rádiószínház)

## Diafilmek
A képregénnyel szemben alig készült Rejtő műveiből diafilm, ennek valószínű magyarázata, hogy ez a médium elsősorban (kis)gyermekek kedvence. A Rejtő-könyvek befogadása pedig legalábbis kamaszkorban indul. Az elkészült 2 diafilm is inkább a gyerekközönséget célozza, híjával van a groteszknek, a grafikák is kicsit "bugyutácskák". Bővebben lásd Diafilm-történeti Gyűjtemény, virtuális Diamúzeum.
- Piszkos Fred, a kapitány; rajzolta Widerkomm Ervin; Magyar Diafilmgyártó Vállalat, 1981 (színes, 60 képkocka)
- A tizennégy karátos autó; rajzolta Widerkomm Ervin; Magyar Diafilmgyártó Vállalat, 1985 (színes, 47 képkocka)

## Műveiből készült képregények

### Első közlések
- A szőke ciklon (forgatókönyv: Cs. Horváth Tibor Rajz: Korcsmáros Pál),

(12 rész, 36 oldal, 156 kép), (Füles 1961/46. szám–1962/4. szám), (Ajánlás: 2xA), Fekete-fehér, 1 ajánlás a Magyar Ifjúságban jelent meg!
- A tizennégy karátos autó (forgatókönyv: Cs. Horváth Tibor Rajz: Korcsmáros Pál),

(18 rész, 54 oldal, 211 kép), (Füles 1963/31–48.), (Ajánlás: A), Fekete-fehér
- Gorcsev Iván küldetése (Vanek úr Párizsban) (forgatókönyv: Kiss Ferenc Rajz: Fazekas Attila),

(1 rész, 40 oldal, 171 kép), (Füles évkönyv 1995), (Ajánlás: X), Fekete-fehér
- Az elveszett cirkáló (forgatókönyv: Kovács Sándor Rajz: Kovács Sándor),

(46 rész, 46 oldal, 138 kép), (Tolna megyei Népújság 1964. május 6.–július 8.), (Ajánlás: X), Fekete-fehér
- Az elveszett cirkáló (forgatókönyv: Cs. Horváth Tibor Rajz: Korcsmáros Pál),

(20 rész, 20 oldal, 162 kép), (Lobogó 1968. 11–30. sz.), (Ajánlás: A), Lavírozott
- Piszkos Fred, a kapitány (forgatókönyv: Cs. Horváth Tibor Rajz: Korcsmáros Pál),

(18 rész, 72 oldal, 243 kép), (Füles 1964. 17–34. sz.), (Ajánlás: A), Fekete-fehér
- Piszkos Fred közbelép (forgatókönyv: Tobischka Péter Rajz: Tobischka Péter),

(22 rész, 22 oldal, 126 kép), (Napló 1972. november 6.–december 2.), Fekete-fehér
- Piszkos Fred közbelép (forgatókönyv: Cs. Horváth Tibor Rajz: Korcsmáros Pál),

(18 rész, 36 oldal, 212 kép), (Füles 1973. 35–52. sz.), (Ajánlás: X), Fekete-fehér
- A megkerült cirkáló (forgatókönyv: Cs. Horváth Tibor Rajz: M. Halasi Éva),

(12 rész, 24 oldal, 144 kép), (Füles 1983. 11–22. sz.), (Ajánlás: X), Fekete-fehér
- Az elátkozott part (forgatókönyv: Cs. Horváth Tibor Rajz: Korcsmáros Pál),

(23 rész, 69 oldal, 224 kép), (Füles 1965. 15–37. sz.), (Ajánlás: A), Fekete-fehér
- A három testőr Afrikában (forgatókönyv: Cs. Horváth Tibor Rajz: Korcsmáros Pál),

(22 rész, 69 oldal, 225 kép), (Füles 1966. 29–50. sz.), (Ajánlás: A), Fekete-fehér
- Az előretolt helyőrség (forgatókönyv: Cs. Horváth Tibor Rajz: Korcsmáros Pál),

(24 rész, 72 oldal, 261 kép), (Füles 1967. 18–41. sz.), (Ajánlás: A), Fekete-fehér
- A láthatatlan légió (forgatókönyv: Cs. Horváth Tibor Rajz: Korcsmáros Pál),

(16 rész, 48 oldal, 219 kép), (Füles 1969. 5–21. sz.), (Ajánlás: A), Fekete-fehér, 3 oldalas, 13 képkockás ajánlás!
- Egy bolond száz bajt csinál (forgatókönyv: Cs. Horváth Tibor Rajz: Korcsmáros Pál),

(12 rész, 36 oldal, 136 kép), (Füles 1969. 41–52. sz.), (Ajánlás: A), Fekete-fehér
- Vesztegzár a Grand Hotelben (forgatókönyv: Cs. Horváth Tibor Rajz: Korcsmáros Pál),

(16 rész, 32 oldal, 219 kép), (Füles 1971. 34–49. sz.), (Ajánlás: A), Fekete-fehér
- Tom Bradley visszaüt (forgatókönyv: Cs. Horváth Tibor Rajz: Zórád Ernő),

(18 rész, 18 oldal, 129 kép), (Magyar Ifjúság 1967g. 14–34. sz.), (Ajánlás: X), Fekete-fehér
- Bradley Tamás visszaüt (forgatókönyv: Cs. Horváth Tibor Rajz: Zórád Ernő),

(16 rész, 32 oldal, 190 kép), (Füles 1982. 20–35. sz.), (Ajánlás: X), Fekete-fehér, II., újrarajzolt változat!
- Tigrisvér (forgatókönyv: Cs. Horváth Tibor Rajz: Zórád Ernő),

(16 rész, 16 oldal, 136 kép), (Magyar Ifjúság 1969. 30–45. sz.), (Ajánlás: X), Fekete-fehér
- A Néma Revolverek Városa (forgatókönyv: Cs. Horváth Tibor Rajz: Zórád Ernő),

(16 rész, 16 oldal, 204 kép), (Magyar Ifjúság 1971. 33–48. sz.), (Ajánlás: X), Fekete-fehér, Színnyomott!
- Menni vagy meghalni (forgatókönyv: Kiss Ferenc Rajz: Topálovits Pál),

(23 rész, 46 oldal, 225 kép), (Füles 1996. 3–25. sz.), (Ajánlás: X), Fekete-fehér
- A fehér folt (forgatókönyv: Kiss Ferenc Rajz: Zsoldos Péter),

(12 rész, 36 oldal, 196 kép), (Füles 1999. 8–19. sz.), (Ajánlás: X), Fekete-fehér
- Szép kis üzlet (Jó üzlet a halál) (forgatókönyv: Cs. Horváth Tibor Rajz: Korcsmáros Pál),

(1 rész, 12 oldal, 55 kép), (Füles évkönyv 1963), (Ajánlás: X), Fekete-fehér
- Pipacs (Pipacs a fenegyerek) (forgatókönyv: Cs. Horváth Tibor Rajz: Gugi Sándor),

(8 rész, 16 oldal, 117 kép), (Füles 1970. 17–24. sz.), (Ajánlás: A), Fekete-fehér
- Pipacs a fenegyerek (forgatókönyv: Giddy Rajz: Giddy),

(5 rész, 18 oldal, 83 kép), (Móricka 1998. 95–99. sz.), (Ajánlás: X), Fekete-fehér
- Minden jó, ha vége van (forgatókönyv: Cs. Horváth Tibor Rajz: Gugi Sándor),

(8 rész, 16 oldal, 120 kép), (Füles 1970. 33–40. sz.), (Ajánlás: A), Fekete-fehér
- A végzetes gyűrű (Legény a talpán) (forgatókönyv: Cs. Horváth Tibor Rajz: Korcsmáros Pál),

(8 rész, 16 oldal, 110 kép), (Füles 1971. 8–15. sz.), (Ajánlás: A), Fekete-fehér
- Legény a talpán (forgatókönyv: Giddy Rajz: Giddy),

(4 rész, 16 oldal, 75 kép), (Móricka 1998. 104–107. sz.), (Ajánlás: X), Fekete-fehér
- A sárga garnizon (forgatókönyv: Cs. Horváth Tibor Rajz: Endrődi István),

(8 rész, 16 oldal, 115 kép), (Füles 1970. 25–32. sz.), (Ajánlás: A), Fekete-fehér
- Víkend a pokolban (forgatókönyv: Cs. Horváth Tibor Rajz: Endrődi István),

(1 rész, 16 oldal, 99 kép), (Füles évkönyv 1972), (Ajánlás: X), Fekete-fehér
- Járőr a Szaharában (forgatókönyv: Cs. Horváth Tibor Rajz: Korcsmáros Pál),

(7 rész, 14 oldal, 84 kép), (Füles 1972. 36–42. sz.), (Ajánlás: X), Fekete-fehér
- Az úr a pokolban is úr (forgatókönyv: Cs. Horváth Tibor Rajz: Fazekas Attila),

(1 rész, 18 oldal, 90 kép), (Rejtő-sorozat 22. füzet 1989), (Ajánlás: X), Fekete-fehér
- Vér és mahagóni (forgatókönyv: Kiss Ferenc Rajz: Berényi Béla),

(7 rész, 21 oldal, 133 kép), (Füles 1995. 1–7. sz.), (Ajánlás: X), Fekete-fehér